# Hamas
Die Hamas (arabisch حركة المقاومة الإسلامية, DMG Ḥarakat al-muqāwama al-islāmiyya ‚Islamische Widerstandsbewegung‘) wurde im Dezember 1987 anlässlich der Ersten Intifada im Gazastreifen als regionaler Ableger der Muslimbruderschaft durch Scheich Ahmed Yassin und weitere Muslimbrüder gegründet. Als arabisches Akronym HAMAS steht der Name der Organisation auch für „Eifer“ bzw. „Glaubenseifer“ (arabisch حماس, DMG ḥamās ‚Begeisterung, Eifer, Kampfgeist‘). Die Hamas ist eine palästinensische sunnitisch-islamistische Organisation, die international von 41 Staaten als terroristische Vereinigung eingestuft wurde; sie besteht aus einer politischen Partei, einer Hilfsorganisation und den paramilitärischen Izzaddin al-Qassam-Brigaden. Ihre gesamte Mitgliederzahl wurde bis Oktober 2023 auf 35.000 bis 80.000 geschätzt. Das erklärte Ziel der Hamas ist es, den Staat Israel zu vernichten. Auf dem von 162 der 193 Mitgliedstaaten der Vereinten Nationen (UN) anerkannten Staatsgebiet Israels und auf dem Territorium des von 145 der 193 UN-Mitgliedstaaten anerkannten Staates Palästina beabsichtigt die Terrororganisation einen vom Islam geprägten Gottesstaat zu errichten.
2006, ein Jahr nach Israels Rückzug aus dem Gazastreifen, erhielt die Hamas bei den bislang letzten freien Parlamentswahlen in den palästinensischen Autonomiegebieten die Mehrheit der Wählerstimmen im Gazastreifen. Im sogenannten Kampf um Gaza im Juni 2007 schaltete sie dort die konkurrierende säkulare Fatah aus und ergriff gewaltsam die Macht im Gazastreifen, in dem sie seither die Regierung stellt. Seit 1989 greift die Hamas Israel immer wieder durch Terrorakte an, darunter Morde, Selbstmordanschläge und Beschuss mit Qassam-Raketen. Damit löste sie mehrere Gaza-Kriege aus. Bei ihrem Terrorangriff auf Israel am 7. Oktober 2023 ermordete sie mindestens 1139 Menschen und löste den Krieg in Israel und Gaza seit 2023 aus. Deshalb stufen Historiker und Politikwissenschaftler, die Europäische Union, die USA und weitere Staaten die Hamas als Terrororganisation ein. Als engste Verbündete der Hamas gelten die Mitglieder der „Achse des Widerstands“.

## Entstehung
Die Hamas entstand aus der 1928 in Ägypten gegründeten Muslimbruderschaft. Diese nahm zwischen 1936 und 1939 am arabischen Aufstand in Palästina teil. Diesen verstand ihr Gründer Hassan al-Banna als religiöse Pflicht aller Muslime zum bewaffneten Dschihad, um allen islamischen Boden von westlichen Kolonialisten sowie „Zionisten“ (jüdischen Siedlern) zu befreien. Dabei folgte er dem Motto von Izz ad-Din al-Qassam von 1935 „Entweder Sieg oder Märtyrertod“. Damals begann auch das nationalsozialistische Deutschland eine Propagandakampagne im Nahen Osten mit dem Ziel, dort Antisemitismus zu schüren und zu verbreiten. 1937 erschien dazu in Kairo die Schrift „Islam und Judentum“, die anschließend auf der ersten panarabischen Konferenz verteilt wurde. Darin verbanden die Nationalsozialisten muslimischen Antijudaismus mit europäischen Antisemitismus, nach Matthias Küntzel mit der Absicht, daraus einen politischen Antisemitismus zu schaffen, der ihren Zielen dienen sollte. Zudem verbreiteten sie über den Radiosender Zeesen antisemitische Propaganda auf Arabisch, an der auch der Großmufti von Jerusalem, Mohammed Amin al-Husseini teilnahm. Wie dieser benutzte der Sender auch Koranzitate, um antisemitisches Gedankengut zu verbreiten. Während des arabischen Aufstands rief die Muslimbruderschaft zum Boykott jüdischer Geschäfte auf. Zudem unterstützte das NS-Regime sie verdeckt finanziell. Mit Kriegsbeginn sollte über den Radiosender ein Putsch der arabischen Bevölkerung gegen die Briten in Ägypten, Irak und Palästina angestachelt werden. Nachdem der Afrikafeldzug gescheitert war, sollten wiederum die Araber (statt der ursprünglich geplanten SS-Einsatzgruppe) in der Region dazu gebracht werden, die Juden in Ägypten und Palästina auszulöschen. Im Gegenzug wollte das NS-Regime das britische Kolonialreich zerstören und einen jüdischen Staat in Palästina verhindern. Nach Ende das Krieges verbreitete die Muslimbruderschaft auch weiter antisemitische Ansichten, die nach Jeffrey Herf sehr stark denen ähnelten, welche während des Krieges – bis 1945 – im Sender Zeesen zu hören waren. Bis heute seien in der arabischen Welt antisemitische Stereotype verbreitet, welche der NS-Propaganda entstammten und auch von der Hamas bedient würden. Als 1944 absehbar war, dass Deutschland den Krieg verlieren würde, wollte man zumindest noch verhindern, dass der Staat Israel gegründet würde. Hier setzten die Nazis ebenfalls auf die Araber, indem sie etwa 1944 Munitionskisten über Palästina abwarfen oder 1945 al-Husseini weitere Geldmittel zur Verfügung stellten. Von 1945 bis 1947 entstanden in Palästina Gruppen von Muslimbrüdern, die Al-Banna dem inzwischen im Exil lebenden al-Husseini unterstellte. Ein Teil nahm ab 15. Mai 1948 am Palästinakrieg sechs arabischer Staaten gegen Israel teil, welcher nach Küntzel nicht zuletzt eben auch durch die NS-Propaganda inspiriert wurde, da diese es so darstellte, als sei das einzige Ziel der Gründung des Staates Israels die Zerstörung des Islams und der arabischen Welt. Im Dezember 1948 verbot Ägyptens Regierung die Muslimbruderschaft, schloss mit Israel im Februar 1949 einen Waffenstillstand und behielt die Herrschaft über den Gazastreifen.
Dort setzte die nun verbotene Muslimbruderschaft ihre Aktivitäten als „Verein des islamischen Einheitsglaubens“ (Dschamiyat al-Tauhid) fort. Militante Teile ließen sich von ägyptischen Armeeoffizieren illegal ausbilden und gründeten ein „Bataillon des Rechts“ (katibat al-haqq) sowie eine „Rächende Jugend“ (schahab al-thar). Diese versuchten von 1952 an, mit Sabotage und Guerilla-Angriffen einen neuen Krieg gegen Israel zu entfachen. 1954 und erneut 1965 ließ Ägyptens Staatspräsident Gamal Abdel Nasser viele Muslimbrüder in Gaza verhaften und ihre Gruppen auflösen. Geflüchtete Muslimbrüder gründeten 1958 in Kuwait die säkulare Fatah mit, um den bewaffneten Kampf gegen Israel mit dem Ziel der Befreiung Palästinas fortzusetzen.
Nach dem Sechstagekrieg 1967 erlaubte Israels Militärverwaltung den Muslimbrüdern im Gazastreifen Koran- und Sportunterricht, um Jugendliche von der militanten Fatah fernzuhalten. Scheich Ahmad Yasin wurde 1968 Anführer der dortigen Muslimbrüder und teilte ihre Gruppen in fünf Bezirke ein, deren Anführer einen 14-köpfigen Exekutivrat unter seinem Vorsitz bildeten. Hauptziel war die Verbreitung des Islams in allen Gesellschaftsbereichen und der Bau von Moscheen. Dazu gründete Yasin 1970 einen „Islamischen Verein“ (al-dschamiya al-islamiya), der 1973 in Gaza-Stadt ein „Islamisches Zentrum“ (al-mudschama al-islami) eröffnete. Von dort aus lenkte und koordinierte der Verein die Arbeit der Muslimbrüder im Gazastreifen, gegliedert nach den Bereichen religiöse Leitung, Wohlfahrt, Erziehung, Soziales, Medizin und Sport. Der Verein wurde von saudi-arabischen Wahhabiten unterstützt und führte deren Kleidervorschriften mitsamt einem schwarzen Gesichtsschleier für muslimische Frauen ein. Er gewann durch soziale Wohltätigkeit erhebliche Popularität, während die Fatah, die Palästinensische Befreiungsorganisation (PLO) unter Jassir Arafat, Einfluss in den seit 1967 von Israel besetzten Palästinensergebieten verlor. 1979 ließ Israels Verwaltung Yasins Verein und dessen regionale Ableger offiziell zu.
Ermutigt durch die Islamische Revolution in Iran, verübten von Mudschama-Predigern aufgestachelte Islamisten im Januar 1980 einen Brandanschlag auf Gebäude des eher säkularen Roten Halbmonds und zerstörten weitere Gebäude in Gaza-Stadt. Daraufhin ließ Israels Militärgouverneur, Itzhak Segev, die Vereine der Muslimbrüder, ihren Moscheebau und ihre Freitagspredigten überwachen. Israels Regierung ließ jedoch weiter nur einige hundert Soldaten im Gazastreifen, da bislang nur säkulare Palästinenser Terroranschläge auf Israel verübt hatten. Dass Israels Militär und Geheimdienst Yasins Verein gezielt gegen die Fatah unterstützten, ist nicht eindeutig belegt; ab 1994 äußerten sich israelische Militärs und Politiker widersprüchlich dazu.
Ab 1981 stellte der Mudschama Schlägertrupps auf, die badende Frauen, Nachtklubs und Videotheken angriffen. Um den Gazastreifen vollständig zu islamisieren und die Dominanz der PLO zu brechen, brachte Yasin 1984 die Islamische Universität Gaza unter seine Kontrolle und vergrößerte stetig den Einfluss seines Vereins in Berufsverbänden, Waqf-Stiftungen und Flüchtlingshelfergruppen der UNRWA in Gaza. Dabei verübten die Islamisten Gewalt an politischen Gegnern bis hin zu Mord. Auch im Westjordanland bildete Yasins Verein ein verzweigtes Netzwerk und baute Moscheen. Deren Gesamtzahl wuchs von 1967 bis 1987 von 600 auf 1300.
Die Fatah verstärkte daher ihre Aktivitäten im Gazastreifen. In dieser Konkurrenz radikalisierten sich die dortigen Muslimbrüder zu pro-iranischen Islamisten, die einen baldigen bewaffneten Dschihad als einzigen Weg zur Befreiung Palästinas anstrebten. Nach der Ermordung von Ägyptens Staatspräsident Anwar el-Sadat 1981 machten ihnen die Islamische Vorhut von Fathi Schakaki in Gaza und die Islamische Gruppe von Scheich Asad Bayudh al-Tamimi im Westjordanland dabei Konkurrenz. Die Fatah versuchte Teile dieser Gruppen in ihre Brigaden des Islamischen Dschihad einzubinden. Ab 1983 baute auch Yasin mit Hilfe von jordanischen Muslimbrüdern bewaffnete Kampfgruppen wie die Palästinensischen Heiligen Krieger auf. Im Mai 1983 stahlen sie Waffen aus einer israelischen Kaserne, im Juni fand Israels Militärverwaltung einen Teil davon in Yasins Haus. Ein Militärgericht verurteilte ihn zu 13 Jahren Haft, doch nach elf Monaten kam er bei einem Gefangenenaustausch frei. Bis dahin übergab er den Vorsitz seines Vereins an Ibrahim al-Yazuri, blieb aber der heimliche Lenker. 1986 gründete er die Gruppe für Dschihad und Propaganda, kurz Al-Madsch. Deren Mitglieder traten als islamische Sittenwächter auf und sollten Agenten Israels aufspüren. 1987 zerstörten sie zwei Videotheken, die angeblich pornografische Filme führten, folterten und ermordeten einen der Inhaber in Chan Yunis, den sie als Spitzel Israels verdächtigten. Weitere Morde folgten. Die Zellen der Überwacher kannten einander nicht und kommunizierten anonym. Ihre Datensammlung von „Feinden des Islams“ ließ Yasin in einer Moschee in Gaza verstecken. Bewaffnung und Bespitzelung zeigten die Radikalisierung der Islamisten in Gaza.
Am 8. Dezember 1987 begann die Erste Intifada gegen die israelische Militärpräsenz im Gazastreifen. Am 10. Dezember 1987 gründete Yasin mit sechs Muslimbrüdern die „Islamische Widerstandsbewegung“ (Akronym Hamas), um den Aufstand zu verschärfen und anstelle der säkularen Fatah (PLO) die nationale Führung der Palästinenser zu übernehmen.

## Ideologie

### Flugblätter
Ab Dezember 1987 beeinflusste die Hamas die Intifada mit Flugblättern, deren nationalistische, islamistische und antisemitische Rhetorik die Muslimbrüder in Gaza bis dahin nur heimlich vertreten hatten. Das erste Flugblatt bezeichnete „die Juden“ als „Brüder der Affen, Prophetenmörder, Blutsauger, Kriegstreiber“ und rief zum Dschihad gegen Israels Besatzung „bis zum Sieg“ auf. Jeder Tropfen Märtyrerblut werde zum Molotowcocktail, Sprengsatz und zur Zeitbombe werden, „der den Juden die Eingeweide herausreißen wird“. Das zweite sprach die Aufständischen als „islamische Massen“ und damit als Verteidiger islamischen Bodens gegen Nichtmuslime an. Allahs Befehl sei, „die Wurzeln der Existenz der Juden und ihrer Unterstützer herauszureißen“. Die Märtyrer des Aufstands hätten sich geopfert, „um unsere Rechte in unserem Vaterland zurückzuerlangen und das Banner Allahs über dem Land hochzuhalten“. Israels Friedensschluss mit Ägypten von 1978 sei „nutzlos“ und „verräterisch“; nur der Islam sei „die Lösung und die Alternative“. Das dritte (Januar 1988) rief mit einer Koransure zur Generalmobilmachung gegen Israel auf, versprach den islamischen Märtyrern Lohn im Paradies und schloss mit einem kategorischen „Nein“ zur „zionistischen Existenz“, „jüdischen Besatzung“ und zu Konzessionen: Nicht ein Staubkorn vom Boden Palästinas werde man aufgeben. Anders als der Islamische Dschihad vermied die Hamas das Wort „Revolution“ (thawra), beanspruchte aber nun offen die nationale Führung aller Palästinenser. Das vierte Flugblatt (Februar 1988) stellte die Hamas als „mächtigen Arm“ der Muslimbruderschaft vor, forderte, das Takbīr Allahu akbar von allen Dächern zu schreien, und schrieb diesem Schlachtruf Wunderkraft gegen Israels Geschosse zu. Es betonte gegen die PLO, die Intifada sei eine islamische Erhebung. Das fünfte deutete die Intifada als neue Schlacht von Chaibar, deren jüdische Bewohner Mohammed im Jahr 628 unterworfen hatte. Das sechste ergänzte das Takbīr mit „Tod den Besatzern“ und beschwor Allahs Jüngstes Gericht, in dem die Muslime alle versteckten Juden töten würden. Die nächsten Flugblätter versprachen den Sieg über Israel denen, die stark an Allah glauben. Ab Mai 1988 forderten sie wie auch die PLO, Kollaborateure mit Israel öffentlich zu züchtigen. Aufrufe zur Bekämpfung der PLO-Volkskomitees führte das Hamasflugblatt vom Juli 1988 jedoch auf „Zionisten“ und deren Helfer zurück. Nach Jordaniens Verzicht auf die Westbank (31. Juli 1988) und Berichten über PLO-Pläne zur Gründung eines Palästinenserstaats an Israels Seite (6. August 1988) veröffentlichte die Hamas am 18. August 1988 das Flugblatt „Ein islamisches Palästina vom Meer bis zum Fluss“. Schon der Titel verneinte das Existenzrecht Israels und bekundete die Absicht, es von der Landkarte zu tilgen. Jordaniens Verzicht auf die Westbank sei ein Teilerfolg, doch der Verzicht auf einen Teil Palästinas (Israel) sei Verrat an den Märtyrern und Kapitulation. Ganz Palästina stehe auch zukünftig allen Muslimen zu, so dass keine Palästinensergeneration Teile davon aufgeben dürfe. Das schloss alle Verhandlungen mit Israel kategorisch aus und war eine Kampfansage an die PLO.

### Charta
Am 18. August 1988 erschien ein lange vorbereitetes, als „Hamas-Charta“ bezeichnetes Grundsatzdokument, in dem die 1987 gegründete palästinensische Terrororganisation ihr Programm darlegte und ihre Ziele festschrieb. Die vorangestellte Sure 3 betont die Überlegenheit des Islam über Judentum und Christentum und verheißt den Muslimen den Sieg über die „Ungläubigen“. Dem folgt ein Statement Hassan al-Bannas, das den Kampf gegen Israel propagiert – bis der Islam es „annulliert“. Die Präambel fordert den Dschihad – den Kampf aller Araber und Muslime um Palästina – „bis dass die Niederlage der Juden die Macht Allahs offenbaren werde“. Diese Kampfansage der Hamas gegen die in Israel lebenden Juden wird in den Artikeln 3 bis 8 der Charta näher ausgeführt. Artikel 7 zitiert ein Hadith zum „Endgericht Allahs, wonach die Steine und Bäume versteckte Juden verraten, damit die Muslime sie alle töten“. Artikel 11 fordert, Palästina als geheiligtes islamisches „Waqf-Land“ zu sehen. Artikel 12 erklärt den Dschihad gegen Israel zur höchsten Form der Vaterlandsliebe und die Mitglieder der Hamas zu den einzig wahren Patrioten; demgemäß schließt Artikel 13 alle Verhandlungen mit Israel aus. Artikel 15 fordert „Palästinas Reislamisierung“ gegen die „geistige Invasion des Westens“. Nach Artikel 17 und 18 sollen auch Frauen und Mädchen zu Kämpferinnen im Sinne des Dschihad erzogen werden. Artikel 20 und 21 stellen die Zakāt, die Almosensteuer der Muslime, in den Dienst des Dschihad. Artikel 22 beschreibt das in den antisemitisch geprägten „Protokolle der Weisen von Zion“ postulierte Weltjudentum und führt die beiden Weltkriege, die Balfour-Erklärung, den Völkerbund und die Vereinten Nationen (UNO), dessen Nachfolgeorganisation, auf dieses Hirngespinst zurück. Artikel 31 behauptet – im Gegensatz zu den Artikeln 6 und 7 – dass die Hamas die Menschenrechte achten würde und verkündet, dass wo immer der Islam die gesellschaftsbestimmende Religion sei, auch „religiöse Toleranz“ herrsche. Im Artikel 32 wird unter Verweis auf die „Protokolle der Weisen von Zion“ behauptet, dass Zionismus und Kolonialismus ein weltumspannendes Bündnis mit dem Ziel eingegangen seien, sich die durch den Islam geprägten, arabischen Länder im Nahen Osten einzuverleiben. Sollten Muslime den Dschihad nicht mehr weiterführen wollen, wird ihnen nach ihrem Tod ein „Verbleib in der Hölle“ angedroht. Artikel 34 und 35 versprechen allen gläubigen Muslimen „den Sieg über den Zionismus, wenn sie sich von Allah leiten ließen und aus den vergangenen Siegen gegen die Ungläubigen lernen würden“; Beispiele dafür in der Geschichte seien die Siege der Muslime gegen Kreuzfahrer und Tataren. Weiter wird behauptet, dass die Hamas nur den Menschen helfen wolle, nicht aber nach Ruhm oder Herrschaft trachten würde. Die Hamas-Charta stellt somit einen Gegenentwurf zur Nationalcharta der PLO von 1968 dar.
Ein Grundsatzpapier der Hamas vom Mai 2017 bekräftigte die Ideologie und Ziele der Charta, nannte aber auch einen Staat Palästina „in den Grenzen von 1967“ als „nationalen Konsens“. Historiker, Politikwissenschaftler und Terrorexperten widersprachen Medienberichten, die das Papier als Anerkennung Israels und als Abkehr von der Charta gedeutet hatten. Auch die Hamas-Führung betonte, das Papier ersetze die Charta nicht.

### Holocaustleugnung
Wie die ägyptische Muslimbruderschaft vertrat die Hamas wiederholt öffentlich die Holocaustleugnung. Im Januar 2000 bezeichnete ein Hamas-Text den Holocaust als zionistische Geschichtsfälschung. 2003 nannte der Hamas-Führer Abd al-Aziz ar-Rantisi den Holocaust eine Lüge und zionistische Propaganda und behauptete eine Zusammenarbeit der Zionisten mit dem NS-Regime. Wie zuvor Irans damaliger Staatspräsident Mahmud Ahmadineschad bezeichneten der Muslimbruderschafts-Führer Muhammad Mhadi Akif und der Hamas-Führer Chalid Mashal den Holocaust Ende 2005 als Mythos. Später nahmen beide diese Aussage zurück, so 2008 auch der Hamas-Minister Bassem Naeem.
2009 schrieb die Hamas an die UNRWA, man lehne es ab, „dass unsere Kinder eine Lüge lernen sollen, die von den Zionisten erfunden wurde“. Die UNRWA erklärte dazu, der Holocaust komme im Schulmaterial der rund 200.000 Palästinenserkinder im Gazastreifen aktuell nicht vor. Als 2011 bekannt wurde, dass die UNRWA plante, den Holocaust in den Menschenrechtslehrplan aufzunehmen, erklärte die Hamas, ein solches Unterfangen diene der „zionistischen Entität“ (Israel); das Ziel sei, eine Realität zu bilden und Geschichten zu erzählen, die das Morden von Palästinensern rechtfertigen und das Denken palästinensischer Kinder „vergiften“ würden. Man werde alles tun, um das zu verhindern.

## Geschichte

### Erste Intifada
In der Ersten Intifada nutzte die Hamas ihre etablierte Organisation, ihren Sicherheitsapparat al-Madsch und ihre Moscheen, Freitagspredigten und Bestattungsreden zur Rekrutierung und zu Protestaufrufen. Die Muslimbrüder der Westbank vereinigten sich mit der Hamas. Die Muslimbrüder Jordaniens bezahlten den Druck von deren Flugblättern in Ostjerusalem. So erhielt die Hamas starken Zulauf und verwandelte sich in kurzer Zeit aus einem religiösen Wohlfahrtsverein in eine Kampforganisation für Massenproteste. Die vom Aufstand überraschte PLO versuchte den Vorsprung der Hamas mit ähnlichen Flugblättern aufzuholen. Als die PLO „Schlagkommandos“ bildete, gründete die Hamas eine „Wurfarmee“. Beide bekämpften Israels Militär mit Steinwürfen, Barrikaden und gewaltsam durchgesetzten Streiks.
Ab September 1988 verhafteten die Israelischen Verteidigungsstreitkräfte (IDF) den Mitgründer Salah Schachada und weitere Führungsmitglieder, nicht aber Yasin. Entgegen Warnungen der PLO vor einer Spaltung der Aufstandsbewegung hielt die Hamas an eigenen Streikaufrufen fest und betonte, nur Kollaborateure würden diese Streiks brechen. Daraufhin betonte die PLO ihren alleinigen Führungsanspruch und machte ihre Absicht zu Friedensverhandlungen mit Israel bekannt. Dagegen betonte die Hamas: Mit den Juden, diesen Mördern der Propheten und Unschuldigen, könne es keinen Frieden geben. Ihr Flugblatt vom 10. November 1988 bekräftigte, sie werde den Dschihad bis zur totalen Befreiung Palästinas fortsetzen; dazu sei sie gegründet worden, dazu habe sie die Intifada ausgerufen, dabei hätten „alle Söhne Palästinas“ sie unterstützt; so habe man mit Allahs Hilfe Israels Unterdrückung des Aufstands vereitelt. Der Palästinensische Nationalrat (PNC) dürfe das „zionistische Wesen“ (Israel) auf keinen Fall anerkennen und ihm kein Verhandlungsangebot machen: Dies würde die „Tore des Dschihad“ schließen und käme damit dem Hochverrat und Verbrechen der Apostasie gleich. Als der PNC am 15. November den unabhängigen Staat Palästina ausrief und mit dem UN-Teilungsplan für Palästina von 1947 implizit Israels Existenzrecht anerkannte, erinnerte das nächste Hamasflugblatt daran, dass alle Araber den UN-Teilungsplan abgelehnt und der Palästinenserführer Abd al-Qadir al-Husaini dagegen die Armee des heiligen Krieges gegründet hatte. Palästinas vollständige Befreiung bleibe das Ziel der Intifada. Damit inszenierte sich die Hamas nun als einzige moralische Instanz des Dschihad und wurde für die PLO und Israel zur ernsthaften Gefahr.
Im Oktober 1988 wurde Ismail Abu Schanab Anführer der Hamas im Gazastreifen. Kurz darauf verhaftete die IDF seinen Stellvertreter und andere. Die Hamas musste neue Verstecke zum Nachrichtenaustausch einrichten, setzte auch Graffiti dafür ein und kennzeichnete ihre Parolen durch grüne Farbe, einfache Formeln, offene Gewaltaufrufe und das islamische Glaubensbekenntnis auf der Palästinaflagge. Mit rund 200.000 US-Dollar aus Jordanien und vielen weiteren Spenden aus Kuwait unterstützte die Hamas Familien von Intifada-Opfern und baute aus der Gruppe Al-Madsch ihren militärischen Arm auf, die später sogenannten Qassambrigaden. Diese ermordeten als Kollaborateure Israels verdächtigte Personen und verübten Sprengstoffanschläge auf israelische Militärpatrouillen und Brandanschläge auf Landwirtschaft in Israel, noch ohne sich dazu zu bekennen. Im Februar und Mai 1989 ermordete die „Zelle 101“ von Muhammad Scharatchas zwei israelische Soldaten. Daraufhin nahm die IDF mehr als 250 Hamaskämpfer fest, darunter Yasin. Die Hamas nutzte den Militärprozess zur Propaganda und behauptete faktenwidrig, um sich gegen die Fatah zu profilieren: Einer der ermordeten Soldaten habe den Militärchef der Fatah Chalil al-Wazir getötet. Die beiden Morde wurden zum Gründungsmythos der Qassambrigaden. Yasin schlug das Angebot aus, sich ins Exil abzusetzen, und wurde unter anderem wegen Anstiftung zu vier Morden an Kollaborateuren zu lebenslanger Haft verurteilt.
Daraufhin wurden Mousa Abu Marzouk und drei weitere Mitglieder des Hamasablegers Filastin in den USA Führer der Hamas. Ab September 1989 übernahm Said Abu Nusamah deren Neuaufbau im Gazastreifen. Man ließ die Bezirke bestehen, löste aber deren bisherige Leitungskomitees auf und verteilte ihre Aufgaben auf vier neue Organe. Seitdem blieben die politische und militärische Organisation der Hamas streng getrennt. Die Friedensinitiative von Israels Staatspräsident Jitzchak Schamir vom Mai 1989, die freie Wahlen in den besetzten Gebieten vorsah, lehnte die Hamas strikt ab. Sie ließ das Angebot von PLO-Führer Jassir Arafat scheitern, die Hamas in direkte Verhandlungen mit den USA einzubinden. Als er anbot, die Hamas in den PNC aufzunehmen, forderte diese 40 bis 45 Prozent der PNC-Sitze, um zusammen mit Arafats Gegnern in der PLO jede Friedensverhandlung mit Israel zu verhindern. Zudem forderte sie, den Islam in der PLO-Nationalcharta stark hervorzuheben. Die PLO musste das ablehnen, um ihren Kurs auf eine Zweistaatenlösung beizuhalten. Im April und Juni 1990 verübten Hamas- und PLO-Aktivisten erstmals Gewalt gegeneinander und erhoben mit Propagandabroschüren beide den Führungsanspruch über die Palästinenser. Dabei verwies die PLO auf ihre früheren Terroranschläge und warf der Hamas vor, die PLO-Märtyrer nicht anzuerkennen. – Nachdem Israels Sicherheitskräfte am 8. Oktober 1990 auf Jerusalems Tempelberg 18 Teilnehmer einer gewalttätigen Demonstration erschossen hatten, ermordeten Hamasmitglieder mit Messerangriffen etliche israelische Zivilisten. Die Hamas pries diesen „Krieg der Messer“ in ihren Annalen als großen Erfolg. Ab Dezember 1990 ließ Israel erneut viele Hamasmitglieder verhaften und deckte dabei die neue Organisationsstruktur auf. Die Auslandsführung der Hamas unterstellte sich die Bezirksleitungen in Gaza nun direkt und versuchte, durch ständige Personalrotation ihre Verhaftung zu vermeiden. Walid Aqel aus dem Flüchtlingslager Nusseirat baute bis Juli 1991 mehrere bewaffnete Kampfgruppen auf. Diese erdrosselten einen als Kollaborateur verdächtigten Lagerbewohner und bekannten sich mit grünen Graffiti als Izz ad-Din al-Qassam-Brigaden dazu. Damit wurden diese erstmals bekannt. Bis Ende 1991 ermordeten sie im Gazastreifen weitere 19 angebliche Kollaborateure. Mit dem Mord an einem israelischen Siedler am 1. Januar 1992 begannen sie Anschläge auf israelische Zivilisten. Weil viele Gazabewohner diese Morde unterstützten, stellte sich die Hamas mit einer Graffitiparole selbstbewusst als „einzige Alternative zur PLO“ dar. Trotz eines Treffens Arafats mit Hamasvertretern (Juli 1990) und einer Vereinbarung zum Umgang miteinander (September 1990) kam es weiter zu Gewalt zwischen beiden Gruppen, auch in israelischen Haftanstalten. Ab April 1991 lieferten sie sich in Nablus und weiteren Städten Straßenschlachten und Schießereien, welche Tote und Verletzte zur Folge hatten. Im Oktober 1991 versuchte die Hamas zusammen mit der Islamischen Republik Iran die bevorstehende Madrider Konferenz zu torpedieren und rief einen Proteststreik im Gazastreifen aus, den die PLO gewaltsam zu brechen versuchte. Es folgten Bürgerkriegs-artige Zustände im Gazastreifen, bis hin zu einem Attentatsversuch auf den Hamasmitgründer Rantisi am 6. November 1992. Ein weiterer Vermittlungsversuch Arafats im Dezember 1992 in Khartum blieb erfolglos.
Als die Fatah im Mai 1992 Beweise verlangte, bevor man angebliche mit Israel kollaborierede Personen tötet, legte die Hamas im Juni 1992 einem Kritiker, dem Journalisten Tawfiq Abu Hussa, zwei ermordete Palästinenser vor die Haustür. Am 25. Juni 1992 erstachen Qassambrigadisten zwei israelische Gemüsehändler als „unsere Antwort an Rabin“. Jitzchak Rabin war am Vortag zum neuen Regierungschef Israels gewählt worden. Hamasflugblätter sprachen nun von einer „Dschihad-Intifada“, verglichen den Aufstand mit dem Kampf der Mudschahidīn in Afghanistan gegen den Sowjetkommunismus, riefen zum umfassenden Guerillakrieg gegen Israel unter Führung der Qassambrigaden auf und listeten geeignete Anschlagsmittel dafür auf. Ein Flugblatt vom Juli 1992 sprach erstmals von einer „Märtyrertod-Operation“, wie die pro-iranische Hisbollah im Libanon ihre Selbstmordanschläge nannte. Seit Juni 1990 hatten Hamasvertreter mehrmals Iran besucht, um sich mit anderen Gegnern des Oslo-Friedensprozesses zu verbünden. Im Oktober 1991 eröffnete die Hamas ein Büro in Teheran. Ein Jahr später traf Hamasführer Marzuq dort Irans Religionsführer Ali Chamenei und Außenminister Ali Akbar Velayati und erhielt deren Zusage, die Hamas finanziell und militärisch zu unterstützen und Qassambrigadisten in Iran auszubilden. Auch das in Syrien ansässige Generalkommando der säkularen Volksfront zur Befreiung Palästinas (PFLP) bildete seit 1992 Kämpfer der Hamas militärisch aus. Am 13. Dezember 1992 entführte und tötete die Hamas den israelischen Grenzpolizisten Nissim Toledano. Darauf ließ Israels Regierung rund 1600 Kämpfer der Hamas und des Islamischen Dschihad verhaften und weitere 415 Mitglieder beider Gruppen in den Libanon ausweisen. Weil dieser ihre Aufnahme verweigerte, richteten sie im Grenzgebiet ein Lager ein, inszenierten eine Propagandakampagne und erhielten internationale Sympathie. Getragen davon rief die Hamas Arafat zum Abbruch der Verhandlungen mit Israel und zur Verstärkung der Intifada auf. Arafat lehnte ab, handelte aber mit Israel eine gestaffelte Rückkehr der exilierten Kämpfer aus. Die Hamas verlangte deren sofortige gemeinsame Rückkehr und warf der PLO die Spaltung des Widerstands vor. Erst als das internationale Interesse nachließ, stimmte sie Arafats Vorschlag zu und verkaufte die Rückkehr dann als ihren Erfolg gegen die „Kapitulation“ der PLO vor Israel. In diesem Verlauf arbeiteten die Hamas und die PFLP eng zusammen. Das militärische Know-how der PFLP half der Hamas beim Bau von Autobomben für Anschläge in Städten Israels. Ihren ersten Anschlagsversuch damit im November 1992 in Tel Aviv verhinderte israelische Polizei knapp.
Da die USA den dortigen Hamas-Zweig verboten hatten, verlegte Marzuq seinen Wohnsitz Anfang 1993 nach Damaskus, wo auch PFLP-Führer Ahmad Dschibril wohnte. Der nun führende jordanische Hamaszweig befahl dem Anführer der Qassambrigaden Abdul Hakim Hanini, Selbstmordanschläge mit Autobomben zu verüben. Beim ersten derartigen Anschlag tötete Saher al-Tamam am 16. April 1993 bei Mechola einen Israeli. Fortan waren israelische Zivilisten Hauptziel des Hamasterrors, um den Friedensprozess zu blockieren. Zwei weitere Autobombenanschläge der Hamas am Vorabend des ersten Oslo-Abkommens (13. September 1993) scheiterten wegen technischer Fehler. 1993 töteten Anschläge der Hamas und einige der PFLP 59 Israelis, um einen Meinungsumschwung in Israel gegen den Friedensprozess herbeizuführen.

### Von 1994 bis 2000
Das Massaker des rechtsextremen Israelis Baruch Goldstein in Hebron am 25. Februar 1994 benutzte die Hamas als Vorwand zur „Vergeltung“ mit weiteren Autobomben. In ihrem Organ Filastin al-Muslima bekannte sie, sie wolle damit gegen die PLO den Krieg gegen Israel verstärken. Nun bekämpfte sie damit indirekt auch die neue Palästinensische Autonomiebehörde (eng. Palestinian National Authority, kurz PNA). Deren Chef Arafat duldete die Anschläge anfangs, ließ aber im Juli 1994 im Gazastreifen viele Hamasvertreter verhaften, darunter Mahmud az-Zahar. Die Hamas organisierte Massenproteste dagegen und warf der PNA vor, sie errichte eine Diktatur. Am 28. November 1994 erschossen PNA-Polizisten bei einem dieser Proteste in Gaza 14 Hamasanhänger. Arafat ließ den Fall untersuchen, drängte inhaftierte Hamasmitglieder, sich der PNA zu beugen, und versprach ihnen dafür Ämter in der PNA. Im Januar und April 1995 nahm die PNA erneut viele Hamasmitglieder fest, ließ aber 100 davon bald wieder frei und unterließ es, die Qassambrigaden zu entwaffnen. Zuvor hatte die Hamas die PNA gewarnt, der Entwaffnungsversuch werde einen Bruderkrieg entfachen. Als eine jordanische Zeitung den Plan der Hamas bekanntgab, die PNA zu stürzen und die Selbstmordanschläge bis zum Kollaps des Friedensprozesses fortzusetzen, zog die PNA ein Angebot zu einem Versöhnungsgespräch zurück. Weitere blutige Anschläge der Hamas 1995 stärkten die rechte Opposition in Israel, bis der religiöse Fanatiker Igal Amir am 4. November 1995 Ministerpräsident Rabin ermordete. Danach versuchte Arafat intensiv, die Hamas zum Verzicht auf Terror und zur Teilnahme an der bevorstehenden Wahl in den besetzten Gebieten zu bewegen. Dazu versprach er ihr im Dezember 1995, ihre Häftlinge freizulassen. Dafür sicherte die Hamas zu, die Wahl nicht mit weiteren Anschlägen zu stören. Sie hielt dies vorläufig ein, auch als Israels Geheimdienst Schin Bet am 5. Januar 1996 ihren Bombenbauer Ihya Ayasch gezielt erschoss. Weil die Hamas die Wahl boykottierte, errang die Fatah am 20. Januar 1996 einen hohen Wahlsieg. Doch am 25. Februar 1996 ermordeten Qassambrigadisten mit Autobomben in Jerusalem und Aschkelon 27, am 4. und 5. März erneut 30 Israelis. Daraufhin ließ Arafat sofort eine Woche lang Moscheen und Büros der Hamas durchsuchen und hunderte Hamasaktivisten festnehmen; gegen einige setzte die PNA Folter ein. Doch der Rechtsruck in Israel ließ sich nicht mehr aufhalten: Im Mai 1996 gewann Likud-Chef Benjamin Netanjahu mit der Parole „Sicherheit vor Frieden“ die Parlamentswahl in Israel und setzte den Friedensprozess aus. Die Hamas verbuchte dies als ihren Sieg und organisierte im Juli und August 1996 Hungerstreiks gegen die PNA zur Freilassung ihrer übrigen Häftlinge. Kundgebungen dafür eskalierten oft zu Gewalt gegen die PNA-Polizei, gefolgt von neuen Verhaftungen.
Im Sommer 1995 wurde Chalid Maschal, ein strikter Gegner des Osloprozesses, Chef des Hamas-Politbüros. Er wollte die Selbstmordanschläge unbedingt fortsetzen. Dazu vereinbarte die Islamische Revolutionsgarde Irans im Juli 1996 mit der Hamasdelegation, Qassambrigadisten in Iran zu Sprengstoffexperten auszubilden und sie dann in die von der PNA kontrollierten Gebiete einzuschleusen. Dazu gab die Islamische Republik der Hamasführung sieben Millionen US-Dollar. Daraufhin warf Mahmud al-Zahar der Auslandsführung vor, sich nur in teuren Hotels herumzutreiben und die Not der Palästinenser in den besetzten Gebieten nicht zu kennen; diese erforderten Kompromisse mit der PNA. – Ab 1997 setzte sich Arafat für Yasins Freilassung ein. Nach dem Selbstmordanschlag der Hamas in Tel Aviv am 21. März 1997 beschuldigte er Israels Schin Bet als Urheber, ließ den Qassambrigadisten Ibrahim Maqadme frei und rief zur Fortsetzung des Widerstands gegen Israel auf. Netanjahu wiederum machte die PNA für Terroranschläge der Hamas verantwortlich. Daher näherten sich die Hamas und die PNA zeitweise einander an. Am 30. Juli 1997 verübten zwei Qassambrigadisten in Jerusalem ein weiteres Blutbad. Als die IDF nun auch in der Autonomiezone A nach Terrorverdächtigen suchte, drohte Arafat Israel, die Intifada wiederaufzunehmen. Am 4. September 1997 verübte die Hamas drei Selbstmordanschläge in Jerusalem und torpedierte damit einen Israelbesuch der US-Außenministerin Madeleine Albright. Am 25. September 1997 wurden zwei Mossad-Agenten beim Versuch, Maschal zu erschießen, im jordanischen Amman festgenommen. Um sie freizubekommen, entließ Netanjahu Yasin am 1. Oktober 1997 aus der Haft und ließ ihn in den Gazastreifen ausfliegen. Die Hamas feierte Yasins Rückkehr als großen Triumph über Arafat und Netanjahu. In den Folgemonaten gelang es der Hamas über das Internet, verschärfte Kontrollen der PNA und Israels zu umgehen. Am 19. Juli 1998 scheiterte ein Selbstmordanschlag der Hamas, der das Treffen von Israels Verteidigungsminister Jitzhak Mordechai mit Arafats Stellvertreter Mahmud Abbas torpedieren sollte. Als die IDF im September 1998 zwei hochrangige Qassambrigadisten tötete, drohte die Hamas mit Vergeltung. Am 20. Oktober 1998 verletzte ein Hamasterrorist mit Handgranaten in Beʾer Scheva 60 Israelis. Dennoch vereinbarten Israel und die PNA drei Tage später das Wye-Abkommen. Am 30. Oktober 1998 tötete eine Autobombe der Hamas bei Chan Yunis einen israelischen Soldaten. Als die PNA deshalb Hamasaktivisten festnahm, bedrohten sich beide Gruppen gegenseitig mit Schusswaffen. Am 4. November 1997 wurden mehrere aus der Islamischen Republik gesteuerte Attentatsversuche der Hamas auf Arafat bekannt. Dies und ein Selbstmordanschlag des Islamischen Dschihad am 6. November 1997 lösten eine weitere Verhaftungswelle der PNA aus. Doch am 23. Dezember 1997 ließ die PNA Yasin wieder frei, weil die Hamas ultimativ mit Anschlägen gedroht hatte. Netanjahus Regierung machte die Umsetzung des Wye-Abkommens vom konsequenten Vorgehen der PNA gegen Hamaskämpfer abhängig. Diese nahm Anfang 1999 bis zu 2000 davon fest. Doch die Hamas organisierte Massenproteste dagegen, bei denen es öfter zu Schusswechseln kam. Nachdem vor der PNA fliehende Hamasschützen zwei Kinder überfahren hatten, beschuldigten sich Hamas und Fatah gegenseitig. Die relative Ruhe danach begünstigte den Wahlsieg von Ehud Barak bei Israels Parlamentswahl am 17. Mai 1999. Ende September 1999 fand Jordaniens Polizei in den Hamasbüros in Amman viele Beweise für Anschlagspläne der Hamasführung gegen Ziele in Israel und für die militärische Ausbildung von Hamaskämpfern in Iran. Sie nahm Chalid Maschal, seinen Sprecher Ibrahim Ghuscha, etwas später auch die Politbüromitglieder Ezat al-Ruschuq und Sami Chater fest und flog sie am 21. November 1999 nach Katar aus. Ab Februar 2000 verlegte die Hamas ihre Zentrale wieder nach Damaskus. Ihre folgenden Anschlagsversuche scheiterten meist, weil die PNA mit Israel bei der Terrorbekämpfung enger zusammenarbeitete und führende Qassambrigadisten festnahm. Zudem tötete die IDF am 2. März 2000 einige Hamasattentäter, die das Gipfeltreffen zwischen Ägypten, Israel und der PNA am 9. März 2000 in Scharm al-Scheich verhindern wollten.

### Zweite Intifada
Nach den gescheiterten Verhandlungen von Camp David II im Juli 2000 und dem provokativen Gang des israelischen Oppositionsführers Ariel Scharon auf den Jerusalemer Tempelberg (September 2000) begann die Zweite Intifada. Die Hamas forderte Arafats Rücktritt, worauf dieser seinen Milizen Fatah Tanzim Anschläge auf Israelis erlaubte und im Oktober 2000 dutzende Hamaskämpfer aus PNA-Haft entließ. Als Scharon Ministerpräsident Israels geworden war (Februar 2001), agitierte die Hamas erfolgreich gegen den „Schlächter“ beim Massaker von Sabra und Schatila 1982 und den „Verrat“ der Fatah an den Palästinensern. Bis Ende 2001 verübten Hamastäter im Wettlauf mit der Fatah und dem Islamischem Dschihad 27 Selbstmordanschläge in Israel, bevorzugt auf Linienbusse. Zudem griffen sie israelische Siedlungen mit Mörsergranaten an, weil (so Yasin) die Israelis „genauso leiden“ sollten wie die Palästinenser. Im Mai 2001 stellte ihm Hassan Nasrallah die Hisbollah als Hilfstruppe zur Verfügung. Die PNA ließ die Hamas gewähren, ließ ihren Führer Rantisi nach kurzer Haft wieder frei und verzichtete im Dezember 2001 nach einer Schießerei auf dessen erneute Festnahme.
Yasin verurteilte die Terroranschläge am 11. September 2001 in den USA, weil sie unbeteiligte Zivilisten töteten, deutete sie aber zugleich als Folge der Unterstützung Israels durch die USA und rechtfertigte sie damit. Im Oktober 2001 organisierte die Hamas Jubelfeiern für den Al-Qaida-Führer Osama bin Laden, unterbrach aber ihre Anschlagsserie bis zum Jahresende, um nicht als Verbündete der Al-Qaida zu gelten und nicht ins Visier der US-Regierung bei deren Krieg gegen den Terror zu geraten. Yasin betonte, die Hamas kämpfe nicht außerhalb der besetzten Gebiete und sei nicht bereit, internationale Fronten zu eröffnen, so sehr sie die USA kritisiere.
2002 verübten die neuen Al-Aqsa-Brigaden der Fatah etwa doppelt soviele Selbstmordattentate wie die Hamas. Darum griff diese Israel ab Frühjahr 2003 auch mit Qassamraketen an. Die IDF reagierte mit verstärkten Luftangriffen, Bodeneinsätzen und gezielten Tötungen, etwa von Hamasführer Ibrahim Maqadme im März 2003 in Gaza. Die Hamas versuchte, die Vereinbarung des „Roadmap“-Dreistufenplans im Mai 2003 mit einer neuen Anschlagsserie zu verhindern. Als Mahmud Abbas am 4. Juni 2003 dazu aufrief, diese Gewalt zu beenden, überfielen die Qassambrigaden zusammen mit den Brigaden des Islamischen Dschihad und der Fatah einen israelischen Grenzposten. Nach weiteren gezielten Tötungen durch die IDF erklärte die Hamas Ende Juni 2003 eine dreimonatige Waffenruhe (Hudna). Doch sie lehnte die „Roadmap“ weiter ab, ebenso Israels Angebot, 300 von 6000 inhaftierten Palästinensern freizulassen, weil Hamaskämpfer davon ausgenommen waren. Im Juli 2003 vereitelte Yasin Ägyptens Versuch, die Waffenruhe zu verlängern, und beschwor Israels Untergang. Als die PNA illegale Waffen gemäß der Roadmap konfiszieren wollte, drohte die Hamas mit Bürgerkrieg und organisierte Aufmärsche für die Freilassung aller Islamisten aus israelischer Haft. Weil die PNA den Gewaltverzicht nicht gegen die Hamas und andere Islamisten durchsetzen konnte, setzte die IDF die gezielten Tötungen fort. Dies deutete die Hamas als Bruch der Waffenruhe und verübte als Rache den Selbstmordanschlag vom 19. August 2003, der 24 Israelis tötete und Hunderte verletzte. Zwei Tage später tötete die IDF den Hamasführer Ismael Abu Schanab in Gaza. Nun erklärte die Hamas die Waffenruhe für beendet. Auf einen Attentatsversuch der IDF auf Yasin und zwölf weitere Hamasmitglieder am 7. September 2003 folgten zwei blutige Selbstmordanschläge der Hamas in Jerusalem und Tel Aviv. Im Dezember 2003 sprach die Hamas dem neuen PNA-Chef Ahmad Qurai im Namen aller Oppositionsgruppen das Recht ab, die Palästinenser gegenüber Israel zu vertreten, und ließ die PNA-internen Gespräche über eine Waffenruhe in Kairo damit platzen. Kurz darauf erhob Yasin unannehmbare Maximalforderungen für einen befristeten Frieden: Zuvor müsse Israel die Besatzung beenden, alle jüdischen Siedlungen räumen, ein Rückkehrrecht aller Nachkommen der Nakba von 1948 anerkennen und einen provisorischen Palästinenserstaat in den besetzten Gebieten zulassen.
Nach Beginn des Irakkriegs im März 2003 rief die Hamas alle Muslime zum Protest gegen die „tyrannische und kreuzzüglerische Aggression“ der USA und Großbritanniens und zum Boykott der Produkte dieser Staaten auf. Ein Hamas-Sprecher appellierte an die Iraker, „zehntausende Märtyrer“ bereitzustellen, um sich inmitten der US-Soldaten in die Luft zu sprengen.
Nach dem Scheitern der „Roadmap“ plante Israels Ministerpräsident Scharon ab 18. Dezember 2003 im Rahmen des Abkoppelungsplans den einseitigen Rückzug der IDF aus dem Gazastreifen und die Räumung einiger israelischer Siedlungen. Daraufhin tötete eine Selbstmordattentäterin der Hamas, Mutter zweier Kleinkinder, am 14. Januar 2004 vier Grenzsoldaten in Erez. Damit brach die Hamas erstmals ihr Tabu, keine Frauen und Mütter für ihre Anschläge einzusetzen. Ende Januar 2004 erklärte Rantisi, falls Israel sich auf seine Grenzen von 1967 zurückziehe, sei die Hamas zu einer zehnjährigen Waffenruhe bereit; dies sei aber nur ein erster Schritt zur völligen Befreiung Palästinas. Im Februar 2004 durchsuchte die IDF zivile Hamasbüros im Gazastreifen und fand dabei viele Beweise für das weitverzweigte internationale Finanzierungssystem der Hamas. Nach einem gemeinsamen Selbstmordanschlag der Qassam- und Al-Aqsa-Brigaden in Aschdod (15. März 2004) tötete die IDF am 22. März 2004 Yasin und sieben seiner Begleiter in Gaza. Dies bewirkte heftige Proteste und einen starken Sympathieschub für die Hamas in den arabischen Staaten. Rantisi wurde Yasins Nachfolger und erklärte vor tausenden Hamasanhängern an der Universität Gaza: Die „Mörder der Propheten“ hätten den Krieg gegen Allah und den Islam eröffnet. Darum habe Allah ihnen nun den Krieg erklärt. Auf neue Gesprächsangebote der Fatah hin forderte er, die PNA müsse die Hamas in ihren Sicherheitsapparat aufnehmen und ihr volle Kontrolle des Gazastreifens überlassen. Die Zustimmung des US-Präsidenten George W. Bush zu Scharons Rückzugsplan und zum Bau der Sperranlage um den Gazastreifen stärkte die Hamas-Position, dass der „bewaffnete Widerstand“ die einzige Option für die Palästinenser sei. Rantisi forderte die PNA daher auf, den Oslo-Friedensprozess für beendet zu erklären und die Terrorangriffe auf Israel zu unterstützen. Am 17. April 2004 töteten israelische Raketen ihn, seinen Sohn und einen Leibwächter. Im folgenden Jahr zerfiel die Autorität der PNA im Gazastreifen immer mehr, während die Hamas trotz der gezielten Tötungen ihre Anschläge fortsetzen konnte.
Israels Außenministerium registrierte vom 27. September 2000 bis 2004 insgesamt 425 Terrorangriffe der Hamas. Sie ermordete dabei insgesamt 377 Israelis und verletzte 2076. Darunter waren 52 Selbstmordanschläge mit 288 getöteten und 1646 verletzten Israelis. Weitere zwölf Selbstmordanschläge schlugen fehl. Viele Sprengsätze explodierten an öffentlichen Orten wie Bushaltestellen, Einkaufspassagen, Tiefgaragen, Restaurants und Hochhäusern. Somit waren israelische Zivilisten ihr Hauptziel. Für die Hamas waren sie alle wegen ihrer Wehrpflicht „militärische Ziele“. Sie gab ihre Anschläge stets als Vergeltung für gezielte Tötungen von palästinensischen Zivilisten aus.

### Wahlsieg und Einheitsregierung
PLO-Chef Arafat hatte Kommunalwahlen in den besetzten Gebieten öfter aufgeschoben, da er einen Wahlsieg der populären Hamas fürchtete. Sein Stellvertreter Abbas dagegen wollte die Hamas in die PNA-Politik einbinden, um ihren Terror zu bändigen. Er beschloss im Juli 2003, sofort nach Israels Abzug aus dem Gazastreifen Wahlen in den PNA-Gebieten abzuhalten. Nach Arafats Tod (11. November 2004) ließ Abbas am 23. Dezember 2004 zunächst in der Westbank wählen. Die Parteizugehörigkeit der Kandidaten blieb unklar. Dies kam der Hamas zugute, so dass sie im Hoheitsgebiet der Fatah bis zu elf von 26 Wahlkreisen gewann. Bei der folgenden Präsidentschaftswahl der PNA am 9. Januar 2005 stellte sie keinen Gegenkandidaten auf, so dass Abbas deutlich gewann. Bei der Kommunalwahl im Gazastreifen am 27. Januar 2005 siegte die Hamas in sieben von zehn Wahlkreisen. Die Waffenruhe (hudna), die Abbas und Scharon am 8. Februar 2005 in Scharm al-Scheich vereinbarten, lehnte die Hamas ab, da Israels Pflichten nicht vertraglich festgelegt worden seien. Sie bot nur eine Beruhigung (tahdia) der Lage an, doch zugleich griffen ihre Brigaden Israel erneut massiv mit Mörsergranaten an. Abbas drohte, mit vollem Einsatz der PNA-Sicherheitskräfte dagegen vorzugehen, versprach der Hamas zugleich aber, bei Verstößen Israels gegen die Waffenruhe gemeinsame Vergeltungsmaßnahmen zu vereinbaren. Am 12. März 2005 gab die Hamas ihre Teilnahme an den kommenden Autonomieratswahlen bekannt. Bei der folgenden „Konferenz des palästinensischen nationalen Dialogs“ in Kairo sagte die Hamas nur eine Verlängerung der tahdia, aber keinen Gewaltverzicht zu. Nach der Zusage von Abbas, ihre Vertreter in den PNC aufzunehmen, forderte sie erneut 40 Prozent Sitzanteile im PLO-Exekutivrat, was die Fatah wiederum ablehnte. Abbas’ Forderung, die Hamas müsse ihre Brigaden für die Wahlteilnahme entwaffnen, lehnte sie im April 2005 strikt ab. Am 5. Mai 2005 errang die Hamas bei der zweiten Runde der Kommunalwahlen in den PNA-Gebieten eine Mehrheit von rund 60 Prozent. Dies versuchte die PNA zu verdecken, indem sie nur die vorläufigen Zahlen bekanntgab und die Parteizugehörigkeit der jeweiligen Wahlkreissieger verschwieg. Daraufhin drohte die Hamas, die vorläufige Waffenruhe mit Israel sofort aufzukündigen, falls die PNA ihre Wahlerfolge nicht anerkenne.
Diese gefährdeten Scharons Chancen, seinen Rückzugsplan innenpolitisch durchzusetzen, und veranlassten die PNA, die für 17. Juli 2005 angesetzte Nationalratswahl zu verschieben. Zudem ließ die Fatah die Wahlsiege der Hamas in drei Wahlkreisen gerichtlich annullieren. Danach griff die Hamas Israel erneut mit Raketen an. Am 12. Juni 2005 versprach ihr Vertreter Ismail Haniyya wie zuvor Chalid Maschal, die Hamas werde auch mit einer absoluten Mehrheit bei der Nationalratswahl eine Koalitionsregierung, keine Alleinherrschaft anstreben. Den Abzug der IDF im August 2005 feierte die Hamas als ihren Sieg und ließ ihre bewaffneten Brigaden in Gaza aufmarschieren. Im September 2005 nahmen israelische Sicherheitskräfte rund 300 Hamaskader fest, darunter viele Wahlkandidaten, um deren Wahlchancen zu verringern. Dennoch gewann die Hamas bei der dritten (29. September) und vierten Kommunalwahlrunde (15. Dezember 2005) eine Mehrheit in 81 von 202 Orten, wobei ihre Wahlkreise insgesamt mehr Einwohner hatten als die der Fatah.

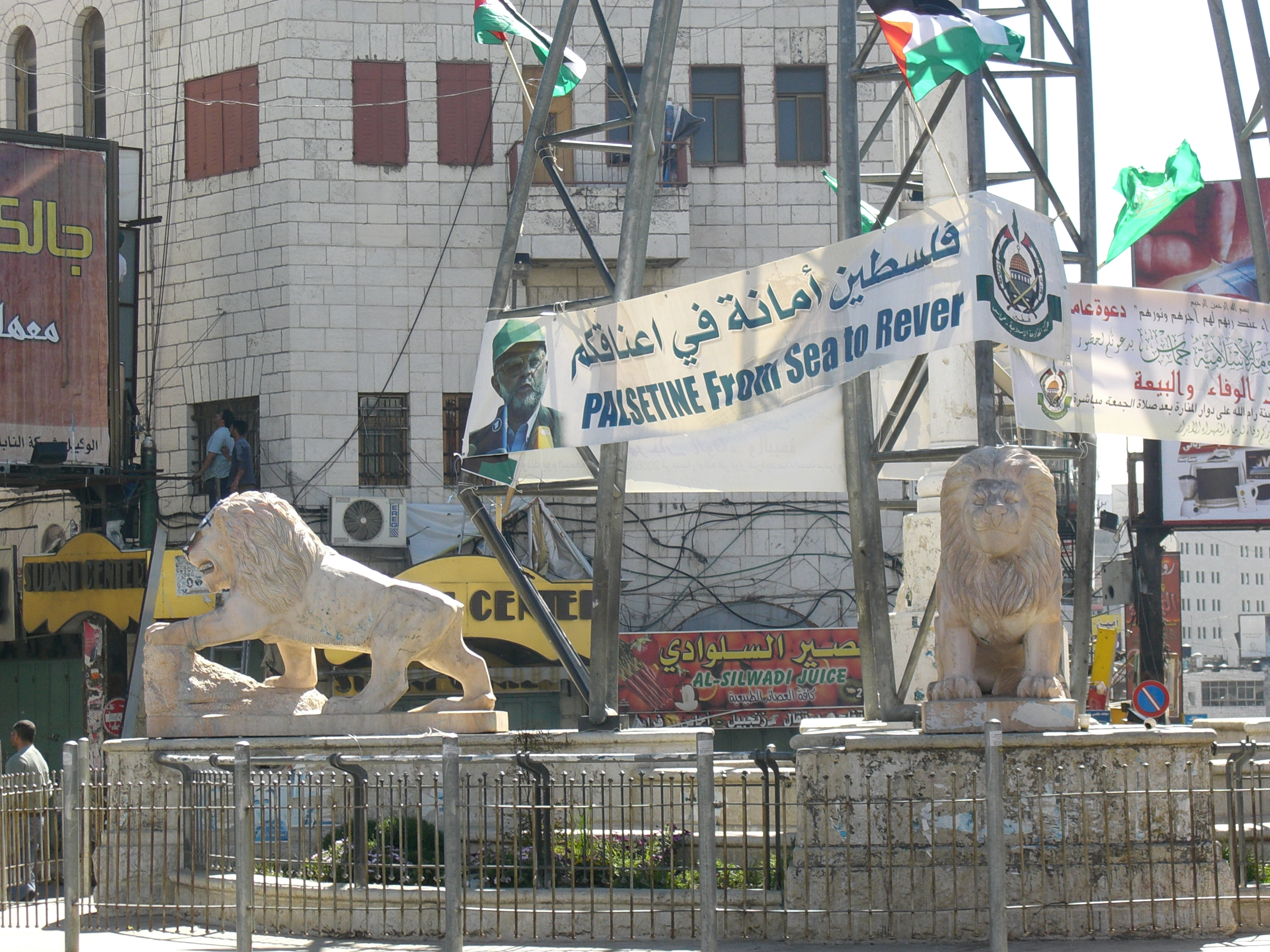
Hamas-Aufruf zur Eliminierung Israels: „[[From the River to the Sea|Palsetine [sic!] from Sea to Rever [sic!]]]“

Im Wahlkampf für die Nationalratswahl hielt die Hamas ihre Grundsätze fest und propagierte Sozialreformen und bewaffneten „Widerstand“ (Terror) als gemeinsame Ziele. Ihre Plakate forderten den Islam ohne Konkretisierung als „die Lösung“. Ihr Wahlprogramm bekräftigte ihren Anspruch auf ganz Palästina als Teil der arabischen Nation und islamischen Umma und betonte „die Rechtmäßigkeit des Widerstands mit allen politischen und auf den Dschihad bezogenen Mitteln“. Es erklärte die palästinensischen Frauen zu Partnerinnen im Dschihad, sah aber auch die Einführung der Scharia und damit die Unterordnung der Frau vor. Die Hamaskandidaten und ihre Zeitschrift Minbar al-Islah schlossen alle Verhandlungen mit Israel strikt aus. Ein Wahlplakat der Hamas in Gaza propagierte den Märtyrertod mit dem Porträt der dort berühmten Märtyermutter und Hamaskandidatin Umm Nidhal Farahat. Weitere Plakate in der Westbank versprachen die Bekämpfung von Armut, Arbeitslosigkeit und Korruption ebenso wie die jenseitige Belohnung am Tag der Auferstehung. Mit ihrer flexiblen und ideologisch konsequenten Wahlkampfstrategie errang die Hamas bei der Wahl am 25. Januar 2006 mit 74 Sitzen gegenüber 45 der Fatah einen großen Sieg.
Abbas erklärte daraufhin, er werde die Befehlsgewalt über die PNA-Sicherheitskräfte auf keinen Fall abgeben. Scharons Nachfolger Ehud Olmert verlangte, vor einer Kontaktaufnahme müsse die Hamas ihre Brigaden entwaffnen, die Aufrufe zur Vernichtung Israels aus ihrer Charta streichen und alle Verpflichtungen der PNA gegenüber Israel einhalten. Am 19. Februar 2006 erklärte er die PNA für terroristisch, verhängte einige Sanktionen gegen sie und begann, sich für einen westlichen Boykott der erwarteten Hamas-Regierung einzusetzen. Auch Abbas machte die Anerkennung der Osloverträge mit Israel zur Bedingung für Koalitionsgespräche. Die Hamas lehnte dies ab, worauf Abbas ihren Führer Ismail Haniyya mit der Regierungsbildung beauftragte. Dieser gewann die PFLP zwar nicht zu einer Koalition mit der Hamas, erhielt aber Abbas’ Zusage für eine Vertrauensabstimmung am 28. März 2006 über seinen Kabinettsvorschlag. Dabei erhielt die Hamas mit 71 zu 36 Stimmen den Regierungsauftrag.
In der Folge boykottierten Israel, die USA, die EU und die Arabische Liga (diese bis November 2006) die PNA. Abbas baute seine Präsidentengarde zu einem eigenen Sicherheitsapparat aus, worauf die Hamas die ihr nun unterstellte PNA-Polizei ebenfalls verstärkte. Weil die Hamas-geführte PNA den Fatah-Kräften keine Gehälter mehr auszahlte, kam es zu Protesten und Schießereien. Gemäß ihres Wahlprogramms rüstete die Hamasführung alle militanten Gruppen im Gazastreifen mit Qassamraketen größerer Reichweite auf, übernahm von der Hisbollah deren erfolgreiche Panzerabwehr mit Panzerfäusten und verstärkte die Kontakte zu Iran und zu Syrien mit Staatsbesuchen Haniyyas. Zudem richtete sie einen eigenen Satellitensender (Al-Aqsa-TV) ein. Damit feierte sie etwa das Selbstmordattentat einer vierzigfachen Großmutter bei Bait Lahiya am 23. November 2006 und propagierte weitere solche Anschläge.
Seit Januar 2006 beschoss die Hamas Israel wieder vermehrt mit Raketen und grub Tunnel in israelisches Gebiet. Am 26. Juni 2006 entführte sie Gilad Schalit und tötete zwei weitere israelische Soldaten. Darauf rückten IDF-Bodentruppen im Gazastreifen ein, zerstörten dort Infrastruktur und nahmen mehr als 60 Hamasvertreter fest, darunter einige Minister. Am 8. November 2006 versuchte die IDF einen Raketenbeschuss der Hamas auf Schulkinder zu verhindern. Ihr Artilleriebeschuss traf ein Wohnhaus in Beit Hanun und tötete 27 Zivilisten. Israels Ministerpräsident bedauerte dies als „Fehler“. Die Hamas sprach von einem Massaker. Ihr militärischer Arm machte die USA dafür verantwortlich und rief Muslime weltweit mit einer international versandten Pressemeldung dazu auf, US-amerikanische Ziele anzugreifen. Regierungssprecher Ghazi Hamad distanzierte sich jedoch davon.
Die Hamasregierung nutzte die IDF-Vorstöße dazu, sich weiterhin als verfolgte und dem Westen heroisch standhaltende Widerstandsgruppe zu stilisieren. Die PNA-Webseite betrieb zudem eine Verleumdungskampagne gegen die Fatah und stellte sie als unpatriotisch, überaltert, volksfern, völlig korrupt und als verlängerten Arm der USA dar. Damit brach sie die jahrzehntelange Dominanz der säkularen PLO in den besetzten Gebieten endgültig. Seit April 2006 fanden ständig Feuergefechte zwischen Hamas- und Fatah-Milizen statt. Am 16. Dezember 2006 drohte Abbas, das PNA-Parlament aufzulösen, falls die Hamas nicht bald eine Einheitsregierung bilde. Am nächsten Tag überfielen bewaffnete Hamaskämpfer ein Ausbildungslager seiner Präsidentengarde in Gaza-Stadt und töteten dort einen Offizier. Trotz mehrmals vereinbarter Waffenruhen und Vermittlungsversuchen Ägyptens und Jordaniens gingen die Kämpfe weiter. Dabei starben bis Ende Januar 2007 mehr als 60 Personen. Erst am 8. Februar 2007 einigten sich Vertreter beider Gruppen mit der „Erklärung von Mekka“ auf eine Regierung der Nationalen Einheit, ein Ende des Blutvergießens und die Aufnahme der Hamas in die PLO. Das Eingangszitat der Koransure 17,1 und der Schlussabsatz zum Schutz der al-Aqsa-Moschee untermauerten den Anspruch auf die islamischen Heiligtümer auf dem Jerusalemer Tempelberg im Sinne der Hamas. Im folgenden Streit um Kabinettsposten erhielten die Hamas zwölf, die Fatah sechs, andere Parteien sieben der 25 Ministerämter.

### Gewaltsame Machtübernahme im Gazastreifen 2007
Im Programm der Einheitsregierung fehlten weiterhin die Anerkennung Israels und der PLO-Verträge sowie der Gewaltverzicht. Nach ihrem Amtsantritt am 17. März 2007 setzten Israel und das Nahost-Quartett den Boykott daher fort. Die PLO blockierte die vereinbarte Aufnahme der Hamas, und diese verweigerte die Zusammenarbeit mit dem Sicherheitsratschef der PNA Mohammed Dahlan. Beide Parteien rüsteten ihre Milizen weiter auf und sabotierten die Versuche des Innenministers Hani Qawasmi, sie seinem Kommando zu unterstellen. Am 14. Mai 2007 trat er zurück. Ab 12. Mai erfolgten fast täglich bewaffnete Überfälle der Hamas, etwa auf Polizeikräfte von Abbas in Gaza (13 Tote), ein Ausbildungslager der Präsidentengarde in Karni (acht Tote), das Haus des Fatah-Sicherheitschefs Raschid Abu Schbak (sechs Tote) und Fatah-Sicherheitskräfte (25 Tote). Zudem beschoss die Hamas die Stadt Sderot in Israel laufend mit Raketen und provozierte damit Gegenschläge Israels im nördlichen Gazastreifen (12 Tote). Wegen einer Anschlagsdrohung der Hamas sagte Abbas seinen geplanten Besuch in Gaza am 17. Mai 2007 ab. Eine am 19. Mai 2007 in Ägypten ausgehandelte Waffenruhe endete am 7. Juni 2007, als Kämpfer der Qassam-Brigaden, des militärischen Flügels der Hamas, in Rafah (Ägypten) den Bruder des Fatah-Beamten Schadil Wahil Wahba gezielt erschossen. Am 9. Juni erschoss die Fatah dort Ahmad Fuad Abu Harb, einen Kommandeur der Qassam-Brigaden. Am 10. Juni folterten und ermordeten Hamaskämpfer in Gaza-Stadt ein Mitglied der Präsidentengarde. Kämpfer der Bewegung zur nationalen Befreiung Palästinas (Fatah) entführten am selben Tag den Imam einer Hamas-Moschee und richteten ihn grausam hin. Am 11. Juni exekutierten Hamaskämpfer in Bait Lahiya den Kommandeur der Al-Aqsa-Brigaden Abu al-Dschadyan und seinen Bruder. Hamasgegner wiederum beschossen den Regierungssitz in Gaza und versuchten, den Hamas-Minister Bassem Naeem zu töten. Daraufhin kündigte Hamassprecher Fawzi Barhum eine Mobilmachung aller Milizen der Hamas gegen eine „tyrannische Rebellengruppe an, die nach islamischer Rechtstradition den Tod verdient hätten“. Damit rechtfertigte er die lange geplante, gewaltsame Machtübernahme der Hamas im Gazastreifen. Diese begann am 12. Juni 2007 mit einem Bombenanschlag auf das regionale Hauptquartier der Fatah in Chan Yunis, gefolgt von koordinierten Angriffen auf alle Fatah-Einrichtungen im Gazastreifen. Am 13. Juni nahm die Hamas die Präsidentenresidenz in Gaza-Stadt und die übrigen Fatah-Kommandozentralen ein. In ihrem Al-Aqsa-Fernsehsender führte die Hamas Demütigung, Folter und eine Hinrichtung gefangener Gegner vor und erschoss zwei unbewaffnete Gegendemonstranten in Gaza. Bei dem zweitägigen Putsch wurden mehr als 90 Menschen getötet und hunderte verletzt, darunter viele Unbeteiligte. Nach einem Ultimatum der Hamas gaben viele Fatahkämpfer am 14. Juni ihre Waffen ab; andere flohen in den Libanon oder nach Israel. Damit übernahm die Hamas die Macht im Gazastreifen. Daraufhin löste Abbas per Präsidialerlass die Regierungskoalition mit ihr auf, setzte Ministerpräsident Ismail Haniyya ab und rief den Notstand aus, damit die Fatah-Polizei bewaffnete Hamaskämpfer im Westjordanland legal festnehmen konnte. Am 17. Juni 2007 verbot Abbas alle militärischen und polizeilichen Kräfte der Hamas und setzte eine Notstandsregierung unter Salam Fayyad ein. Die Hamasregierung in Gaza erklärte diese Schritte sofort für illegal. Beide Regierungen herrschten von da an über ihre Teilgebiete und erkannten einander nicht an. Die USA, die EU und die Arabische Liga unterstützten die von Abbas eingesetzte Notstandsregierung.
Menschenrechtsorganisationen warfen beiden Konfliktparteien Kriegsverbrechen und schwere Menschenrechtsverletzungen vor, etwa die Hinrichtung von Gefangenen, das Erschießen von Zivilisten sowie Kämpfe in Krankenhäusern und den Missbrauch von Ambulanz- und Pressefahrzeugen für Kampfeinsätze.

### Alleinherrschaft im Gazastreifen
In den Folgemonaten schalteten Hamas und Fatah gegenseitig ihre Presseorgane, Fernseh- und Radiosender aus. Zudem blockierte die Hamas zunehmend unabhängige palästinensische Nachrichtenagenturen und ausländische Journalisten. Die Medienzensur diente ihrer ungehinderten politischen Propaganda und Islamisierung der Gesellschaft. Sie ließ ein Fatah-Denkmal in Gaza-Stadt zerstören, das ein beliebter Treffpunkt für Demonstrationen und Partys gewesen war. Ihre Polizisten setzten als Sittenwächter Geschlechtertrennung, strenge Alkoholverbote, Kopftuchpflicht für Frauen im öffentlichen Raum und anderes durch. Dazu wurde im Sommer 2007 auch eine Frauenpolizei gegründet. Häftlinge wurden religiös zu Anhängern des Islam umerzogen und würden mit bis zu einem Jahr Haftverkürzung belohnt, wenn sie aus dem Koran auswendig zitieren konnten. In den Folgejahren knüpfte die Hamas ihr soziales Netz immer enger, verzahnte ihre politischen und religiösen Institutionen aber auch das Erziehungssystem, die Polizei und ihren militärischen Arm – die im Gazastreifen operierenden Qassam-Brigaden – immer enger miteinander um die in ihrer Charta angestrebte islamistisch-fundamentalistische Gesinnungsdiktatur zu verwirklichen. Ein eigens gegründeter „Oberster Justizrat“ – ab 2009 „Oberster Rechtsrat“ genannt – baute schrittweise ein islamisches Rechtssystem auf und führte im September 2008 ein Zakāt-Gesetz ein, das Pflichtabgaben für soziale Zwecke religiös begründete. Im November 2008 ließ Haniyya ein auf der Scharia beruhendes Strafgesetz ausarbeiten, das auch Körperstrafen vorsah. Seine Einführung wurde jedoch aufgeschoben. Im Juli 2009 erließ der Justizrat eine Kleiderordnung, die Rechtsanwältinnen zwang, voll verschleiert vor Gericht zu erscheinen. Nach starken Protesten palästinensischer Anwaltsverbände wurde die Vorschrift zunächst ausgesetzt, weil – so der Justizratsvorsitzende Abdel Ruuf al-Halbi – 95 Prozent aller Frauen im Gazastreifen ohnehin schon Kopftücher trugen. Sie waren am stärksten vom Islamisierungsdruck der Hamas betroffen. Islamisten verübten reihenweise Bombenanschläge auf Cafés und Spielhallen, die die Hamaspolizei kaum verfolgte. Die Regierung verurteilte die Anschläge zwar und betonte, sie zwinge niemandem eine islamische Lebensweise auf. Sie plante aber einen islamischen Sittenkatalog und bereitete die Bevölkerung ab Juli 2009 mit Motivations- und Informationskampagnen unter Parolen wie „Ja zur Tugend“ darauf vor. Der Katalog verpönte etwa westliche Satellitensender, Internetcafes, öffentliches Rauchen, Kaugummi, das unbegleitete Flanieren unverheirateter Paare, unzüchtige Kleidung am Strand und bei Schaufensterpuppen als lasterhaft und unislamisch. Die Webseite Masajedna verdammte Hosentragen bei Mädchen als „satanische Industrie“, pries den Hidschāb als Schutz vor dem angeblich verderblichen westlichen Lebensstil an und propagierte ab 2010 die Pflicht, am Dschihad teilzunehmen. So drängte die Hamas die Gazabewohner gemäß ihrer Charta in die Rolle von „Soldaten“ gegen das „zionistische Gebilde“ (Israel) und rechtfertigte damit ihre militärisch sinnlosen Raketenangriffe und die palästinensischen Opfer israelischer Gegenschläge. Sie geißelte diese Verluste mal als „zionistischen Holocaust“ (2008), mal als „Sieg“ über Israels „Operation Gegossenes Blei“ (2009). Mit der Verherrlichung des Dschihad sorgte die Hamas bereits im Kindergarten für die Erziehung junger Palästinenser zur Bereitschaft als Erwachsene in den palästinensischen Milizen gegen Israel zu kämpfen und als Terroristen Israelis zu ermorden. Das „Gesetz zum Schutz des palästinensischen Widerstands“ vom Juli 2008 schrieb den Kampf gegen Israel als heilige Pflicht und „nie erlöschendes“ Recht jedes Palästinensers fest. Der internationale Boykott Gazas und die Blockade des Gazastreifens wiederum verstärkten die Abhängigkeit der Bevölkerung des palästinensischen Autonomiegebiets von sozialen Hilfsangeboten der Hamas. Proteste Oppositioneller bestrafte die Terrororganisation rigoros – im zunehmenden Maß auch ökonomisch und politisch.
Im August 2007 verbot der religiöse Führer Maher El Holi Freitagsgebete nach Vorgaben der Fatah und regulierte ihren Zweck im Sinne der Hamas. Daraufhin verbot deren Innenministerium öffentliche Versammlungen ohne behördliche Erlaubnis. Laut Amnesty International (2007) nahm die Hamas politische Oppositionelle vermehrt willkürlich fest, misshandelte und folterte sie. Human Rights Watch (2018) bestätigte systematische Folter friedlicher Kritiker und Oppositioneller im Machtbereich der Hamas. Untersuchungshäftlinge wurden zum Beispiel durch das Ausreißen der Zehennägel oder stundenlanges Aufhängen an den Armen zu Geständnissen gebracht. Die Todesstrafe wird dann im Keller des Hochsicherheitsgefängnisses von Gaza mit einem Galgen vollstreckt.
Im November 2008 gründete Scheich Abdel Latif Moussa in Chan Yunis den al-Qaida-Ableger Jund Ansar Allah, um die Hamas mit anderen palästinensischen Terrorgruppen zu vereinen und ihr ausländische Kämpfer zuzuführen. In seinen populären Predigten kritisierte er die Hamas wegen ihrer zeitweisen Waffenruhe mit Israel und ihrer Nichteinführung der Scharia als zu gemäßigt. Seine Gruppe wuchs rasch auf mehrere hundert Kämpfer. Ihr erster Angriff am 8. Juni 2009 auf einen Grenzposten Israels schlug fehl. Als sie am 14. August 2009 die Moschee in Rafah besetzten und ein islamisches Emirat im Gazastreifen ausriefen, blockierte die Hamas den besetzten Bereich und besiegte die Besetzer in einer siebenstündigen Schießerei. Moussa floh in sein Wohnhaus und tötete sich dort mit einer Selbstmordweste. Hauptgrund für die fehlende Zusammenarbeit mit Al-Qaida war jedoch die nationalistische Ideologie der Hamas, die den globalen Dschihad nicht bejahte.
Seit 2006 fanden im Gazastreifen keine freie Wahl und kein herrschaftsfreier Diskurs mehr statt. Darum ist die Macht der Hamas nicht mehr demokratisch legitimiert, sondern beruht auf der Angst der eigenen Bevölkerung und dem Prestige aus dem letzten Gaza-Krieg (2014). Auch ihr Ruf, deutlich weniger korrupt zu sein als die Fatah, schwand. Im März 2017 organisierte der 25-jährige Mohamad Taloly mit Freunden die erste Protestdemonstration in Gaza gegen die Hamas. Eine unmittelbar vor dem Terrorangriff am 7. Oktober abgeschlossene Meinungsumfrage in Gaza ergab, dass 44 Prozent „gar kein Vertrauen“ in die Hamas hatten und 23 Prozent „nicht viel Vertrauen“. Fast drei Viertel waren der Ansicht, die Regierungsinstitutionen seien mäßig bis sehr korrupt.

### Diplomatische Bemühungen
Sofort nach dem Wahlsieg der Hamas im Januar 2007 erklärte der frühere US-Präsident Jimmy Carter sie zu einer glaubwürdigen Partei im Friedensprozess mit Israel, die ihre terroristischen Wurzeln ablegen, ihre Ziele mäßigen werde und internationale Unterstützung verdiene. Im April 2008 traf Carter in Damaskus den Hamasführer Chalid Maschal. Dabei soll dieser eine zehnjährige Waffenruhe der Hamas vorgeschlagen haben, falls Israel die 1967 besetzten Gebiete vollständig räume. Daraufhin rief Carter die USA und Israel öffentlich zu direkten Verhandlungen mit der Hamas auf: Es gebe keinen Zweifel, dass die arabische Welt und die Hamas Israels Existenzrecht in den Grenzen von 1967 akzeptieren werde. Dabei verstand er Maschals Vorschlag falsch: Dieser hatte nur eine „Beruhigung“ angeboten, keine vertraglich vereinbarte Waffenruhe, und das Angebot sofort nach Carters Bekanntgabe als „taktische Phase im Widerstand, und nicht mehr“ bezeichnet. Im Mai 2008 bekräftigte Maschal bei einem Treffen mit Irans religiösem Führer Ali Chamenei, man werde den Widerstand gegen Israel trotz allen Drucks fortsetzen und den Dschihad unter keinen Umständen beenden. Dies bekräftigte er 2012 erneut.
Carter und andere Politiker der USA missdeuteten gelegentliche Angebote der Hamas zu einer befristeten Waffenruhe als Beweis für ihren vermeintlichen Pragmatismus. Ihre kurzfristige taktische Flexibilität reagierte jedoch meist auf Israels militärischen Druck und diente dazu, der Bevölkerung des Gazastreifens die Fähigkeit zum gewöhnlichen Regieren zu demonstrieren. Dass sie dabei keine Koexistenz mit Israel anstrebte, zeigte ihr erneuter Beschuss Israels mit hunderten Raketen im Dezember 2008, den wieder erst massive Gegenschläge Israels beenden konnten („Operation Gegossenes Blei“). Die Auffassung, man könne bei der Hamas von ihrem Ziel der Zerstörung Israels absehen oder sie davon abbringen, beurteilten manche Politikwissenschaftler daher schon 2009 als Illusion.
Am 3. Mai 2011 unterschrieben Haniyya und Abbas ein Versöhnungsabkommen und planten eine gemeinsame Übergangsregierung vor der Parlamentswahl 2012. Palästinensische Politikexperten führten diesen Schritt auf die arabischen Aufstände seit Anfang 2011 zurück.
Im Juli 2014 beschossen die Hamas und der islamische Dschihad Israel erneut massiv mit Raketen und lösten damit Israels Operation Protective Edge aus. In deren Verlauf strebte die US-Regierung unter Barack Obama eine bilaterale Waffenruhe an. Entsprechende Vereinbarungen brach die Hamas immer wieder, etwa mit Terroranschlägen auf israelische Zivilisten und Entführungen von Soldaten der IDF. In diesem Kontext forderten US-Politiker wie Keith Ellison von Israel eine Milderung der (damals auch von Ägypten aufrechterhaltenen) Gaza-Blockade: Dies könne die Hamas motivieren, ihre Raketenangriffe zu beenden. Diese deutete Ellison fälschlich als Kampf gegen die Blockade statt gegen Israels Existenz. Ähnlich hatte Jimmy Carter geglaubt, seine Legitimierung der Hamas als Verhandlungspartner werde ein Anreiz für sie sein, ihre Waffen niederzulegen. Diese Fehldeutungen beurteilen manche Politologen als erfolgreiche Manipulation der öffentlichen Meinung durch die Hamas.
Im Dezember 2018 beantragten die USA in der UN-Generalversammlung, die Hamas wegen ihrer Raketenangriffe auf Israel zu verurteilen. Der Antrag hätte eine einfache Mehrheit erhalten, doch wurde zuvor eine Zwei-Drittel-Mehrheit als erforderlich für die Annahme beschlossen. Diese verfehlte der Antrag; gegen ihn stimmten unter anderen Kuwait, Saudi-Arabien und Iran.

### Seit dem Terrorangriff auf Israel im Oktober 2023
Beim vorbereiteten und koordinierten Terrorangriff der Hamas auf Israel 2023 (7. Oktober) feuerte die Hamas tausende Raketen auf israelisches Gebiet. Zugleich drangen insgesamt rund 2.700 Terroristen der Hamas und mit ihr verbündeter palästinensischer Gruppen aus dem Gazastreifen in israelisches Grenzgebiet vor, um dort systematisch und gezielt vor allem Zivilisten zu töten. Sie ermordeten insgesamt mindestens 1233 Menschen (mehr als 800 Zivilisten, 360 israelische Soldaten, 60 Polizisten und 13 Nothelfer). Tausende wurden bei dem Angriff verletzt. Zudem verschleppten die Täter rund 260 Personen als Geiseln in den Gazastreifen. Dabei verübten sie massive sexualisierte Gewalt gegen ihre Opfer.
Israels Regierung rief daraufhin den Kriegszustand aus. Israels Armee (IDF) begann die Israelische Militäroperation „Eiserne Schwerter“ im Gazastreifen mit Bombardements und einer Bodenoffensive. Ihr Ziel war es, die militärischen Fähigkeiten der Hamas zu zerstören und die nach Gaza entführten Geiseln zu befreien. Schätzungen zufolge haben vor dem Krieg in Israel und Gaza 30.000 bis 40.000 Kämpfer der Hamas angehört.
Hamasanhänger drohten weltweit mit Anschlägen gegen Juden und jüdische Schulen, Synagogen, Museen und andere Einrichtungen. Zum 13. Oktober 2023, als das israelische Militär Murad Abu Murad tötete, rief die Hamas alle Muslime zu einem „Freitag der Al-Aksa-Flut“ und Angriffen auf jüdisches Leben auf. Sie sollten, so der frühere Hamasführer Chalid Maschal, eine „Botschaft der Wut“ senden und sich dem Kampf der Hamas gegen Israel anschließen. Am 1. November 2023 kündigte deren Sprecher Ghazi Hamad an, das Massaker vom 7. Oktober sei nur das erste Mal gewesen und es werde weitere Male geben; man wolle Israel „beseitigen“.
Bis zum 14. November 2023 eroberte die IDF das Regierungsviertel in Gaza-Stadt und entzog der Hamas damit die administrative Kontrolle des Gazastreifens.
Am 14. Dezember 2023 ließ der Generalbundesanwalt vier langjährige Hamasmitglieder festnehmen, die im Auftrag der Hamas Waffen aus einem geheimen Depot in Europa nach Berlin bringen und für mögliche Anschläge auf jüdische Einrichtungen bereithalten wollten. Drei bis sieben weitere mutmaßliche Hamasmitglieder wurden am selben Tag in Dänemark festgenommen.
Im Mai 2024 leugnete Osama Hamdan, der außenpolitische Hamas-Sprecher, das Massaker vom 7. Oktober 2023 an Zivilisten und lastete die Mordopfer Israels Militär an. Die Hamas bestritt auch Vergewaltigungen von Geiseln, die eine freigekommene Frau bezeugt hatte.
Laut dem Wall Street Journal bezeichnete  Yahya Sinwar aus der Hamas-Führungsriege die steigende Zahl der Todesopfer unter der Zivilbevölkerung in Gaza als für die Hamas von Vorteil. Unter Bezugnahme auf den Algerienkrieg sprach Sinwar von „notwendigen Opfern“.
Israels Militär tötete im Jahresverlauf 2024 Führungspersonen der Hamas; darunter den Gründer der Qassambrigaden Saleh al-Arouri (im Januar), den stellvertretenden Führer der Qassambrigaden im Gazastreifen Marwan Issa (im März), den obersten Befehlshaber des militärischen Hamasflügels Mohammed Deif (im Mai), in Teheran den Leiter des Hamaspolitbüros Ismail Haniyya (im Juli), den Hamas-Regierungschef im Gazastreifen Rawhi Muschtaha (im Oktober) sowie mit Yahya Sinwar (ebenfalls im Oktober) den Anführer der Hamas im Gazastreifen und Chefplaner des Terrorangriffs auf Israel. Sinwar war nach der Tötung von Haniyya außerdem zum politischen Führer der Hamas aufgestiegen.
Chalid Maschal wurde nach Sinwars Tötung zum Interimsführer der Hamas ernannt.
Bis Ende 2024 hatte die israelische Armee nach eigenen Angaben 20.000 palästinensische Kämpfer getötet; ein überwiegender Großteil davon waren Mitglieder der Hamas. Mehreren Berichten zufolge hat die Hamas die Verluste durch Rekrutierungen weiterer Palästinenser kompensieren können. Neben der Motivation, Rache zu nehmen, wurde berichtet, dass auch die extreme Armut im Gazastreifen dazu beiträgt, dass sich viele Palästinenser der Hamas anschließen, um Geld für Nahrung zu erhalten. Die Hamas finanziert sich zum Teil aus den inoffiziellen Zollgebühren, die sie für die internationalen Hilfslieferungen, die in den Gazastreifen geliefert werden, erhebt.
Im März 2025 kam es erstmals zu größeren Protesten von Männern und Kindern gegen die Hamas und für eine Beendigung des Gazakrieges. Solche Proteste werden üblicherweise von der Hamas gewaltsam unterdrückt. Bei der Beerdigung eines durch die Hamas kurz darauf zu Tode gefolterten 22-jährigen Teilnehmenden kam es wieder zu Protestrufen.

## Organisation

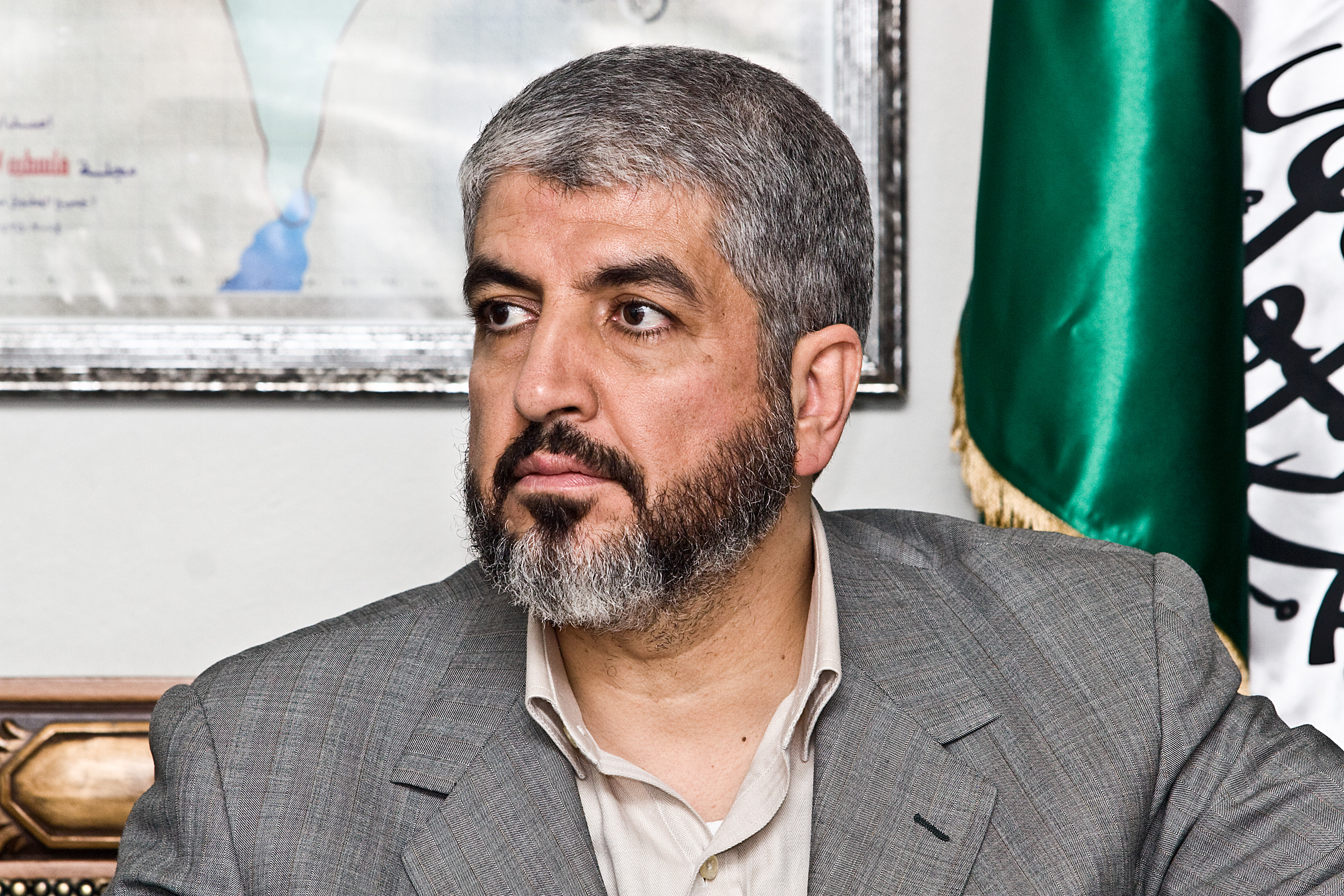
Chalid Maschal

Yahya Sinwar † (links), Ismail Haniyya (3 v. links) †, Yusuf al-Qaradawi † (vierter von links)

### Führung
An der Spitze der Hamas steht die Schūrā, ein traditioneller islamischer Rat. Er bestimmt die Strategie und wählt mit Zweidrittelmehrheit die Führer und Mitglieder des Politbüros. Dieses ist das Exekutivorgan des politischen Hamasflügels und zuständig für die Umsetzung der von der Schūrā beschlossenen Strategie.
Von 1988 bis zu seiner gezielten Tötung am 21. August 2003 führte Ismael Abu Schanab das Politbüro der Hamas. Ihm übergeordnet waren der Hamasgründer Scheich Yasin und dessen Stellvertreter Abd al-Aziz ar-Rantisi. Von Yasins Festnahme 1989 bis 1995 führte Mousa Abu Marzouk das Politbüro. Ab 1996 führte Chalid Maschal dieses. Nach den gezielten Tötungen von Yasin (22. März 2004) und Rantisi (17. April 2004) wurde Maschal oberster Führer der Hamas und verlegte das Politbüro nach Damaskus, ab 2012 nach Katar. Chef des Politbüros im Ausland wurde Mahmud az-Zahar. 2006 wurde Zahar Außenminister unter dem damaligen PNA-Ministerpräsidenten Ismail Haniyya. Von 2007 bis Februar 2017 führte Haniyya die Hamas im Gazastreifen. Sein Nachfolger als Leiter der Hamas im Gazastreifen wurde faktisch der Mitgründer der Qassambrigaden Yahya Sinwar, allerdings behielt Haniyya die Position förmlich. Dieser Führungswechsel fiel mit der Auflösung der Hamasregierung in Gaza-Stadt zusammen, deren Finanzierung die PNA kurz zuvor eingestellt hatte. Haniyya wurde 2017 Nachfolger von Maschal als Leiter des Politbüros in Katar. Er wurde am 31. Juli 2024 in Teheran getötet. Als wichtigster Vertreter der Hamas folgte ihm Sinwar, der den Terrorangriff auf Israel vom 7. Oktober 2023 maßgeblich plante. Er starb am 16. Oktober 2024 durch eine Panzergranate der IDF.
Am 18. Oktober 2024 wurde die Ernennung von Chalid Maschal zum Interimsführer der Hamas vom libanesischen Fernsehsender LBCI bekannt gegeben.

### Militärischer Flügel
Zum militärischen Flügel der Hamas gehören die Qassambrigaden, die nach Yahya Ayyasch benannten Studenteneinheiten und die im Juni 2007 gegen die Fatah aufgestellten Polizeimilizen. Zu den bewaffneten Sicherheitskräften der Hamas (im Jahr 2010 rund 13.500 Personen) gehören ferner ein interner Geheimdienst, Leibwächtergarden für die Hamasführer, eine Grenztruppe, zivile Polizei und Kriminalpolizei.
Die Qassambrigaden entstanden ab 1986, traten aber erst ab 1992 unter dem Namen des syrischen Kämpfers Iz ed-Din al-Qassam hervor. Sie wuchsen bis 2023 auf rund 30.000 Kämpfer, die mit rund 6000 bis 8000 Kämpfern der Al-Quds-Brigaden im palästinensischen Autonomiegebiet Gazastreifen verbündet sind. Wie die Schūrā haben sie eine geheime innere Führungsstruktur. Nach außen inszenieren sie sich als reguläre Armee mit einer Elite- und Raketeneinheit, einer „Luftwaffe“ (Drohnen), einem „Marine“-Kommando und einer Infanterie. Als ihre Hauptaufgabe sehen sie den Kampf gegen Israel mit allen verfügbaren Mitteln. Dabei folgten ihre Aktionen oft dem Einfluss ihrer eigenen Anführer und der jeweiligen Unterstützerstaaten, nicht immer den Vorgaben des Politbüros im Ausland. Mit diesem hatten sie öfter Konflikte über die Nutzung der vorhandenen Mittel und Finanzhilfen.
Mitgründer und erster Anführer der Qassambrigaden war Salah Schachada. Er verübte mit ihnen viele Terroranschläge, bis die IDF ihn am 22. Juli 2002 gezielt tötete. Danach wurde Mohammed Deif Oberbefehlshaber der Qassambrigaden. Nachdem ein Attentatsversuch der IDF ihn 2006 schwer verletzt hatte, übernahm Ahmed al-Dschabari deren Führung.

### Mitglieder, Rekrutierung und Medien
Die Hamas wirbt in von ihr kontrollierten Moscheen, Universitäten und Medien ständig um Mitglieder. Im Oktober 2023 wurde die Stärke der Hamas auf 35.000 bis 80.000 Mitglieder geschätzt, von denen maximal 3000 zum harten Kern gezählt wurden. Ihr Politbüro besteht vornehmlich aus Männern; Frauen der Hamas sind jedoch seit 2006 in Kommunalräten und im Palästinensischen Legislativrat vertreten.

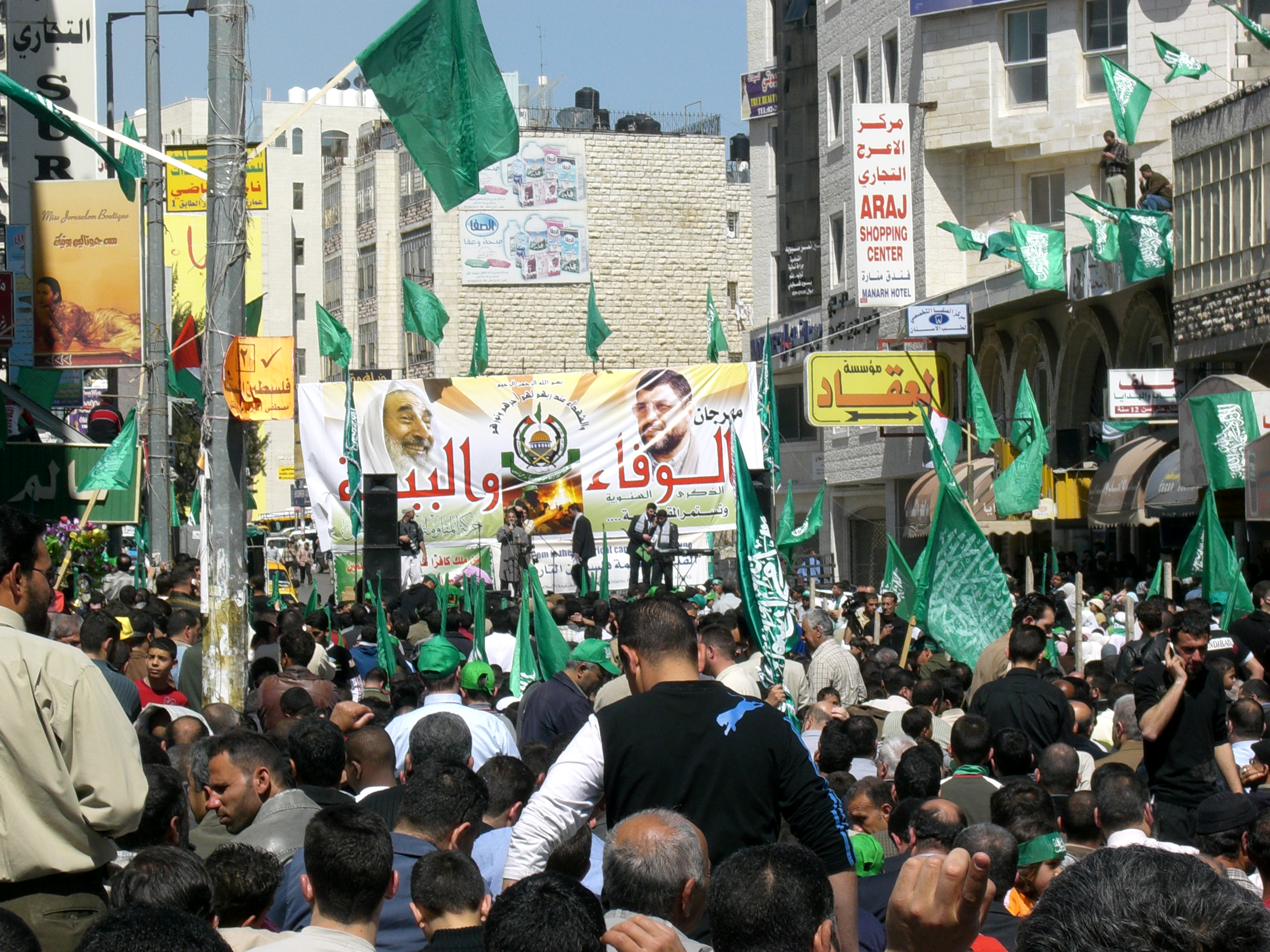
Wahlkampfplakat der Hamas mit ihren toten Vorbildern Yasin und Rantisi

Die Hamas nutzt Printmedien, Radio, Fernsehen und Internet für ihre Propaganda. Dazu gründete Fathi Ahmad Hammad 2006 den Sender „Al-Aqsa TV“, den er seitdem leitet. Said Siam, 2006 Innenminister der Hamas, baute den gleichnamigen Radio- und Fernsehsender „Stimme von Al Aqsa“ auf. Bis 1996 war Al Watan („Die Heimat“), seitdem ist „Al-Risalah“ die Wochenzeitung der Hamas in Gaza-Stadt. Die Londoner Hamas-Zeitung Falastin al-Muslimah vertritt die Linie der Auslandsführung.

## Finanzierung
Die Hamas hat eine Reihe verschiedener Geldquellen. Die bedeutendsten sind Spenden an mit der Hamas verbundene Wohltätigkeitsorganisationen sowie die Unterstützung durch den Iran in Form von Geld, Waffen, Ausbildung und Ausrüstungen. Nach Schätzung der israelischen Tageszeitung Haaretz hatte die Hamas ein jährliches Budget von 2,5 Milliarden Dollar (= 2,3 Milliarden Euro), auf das sie bis zum Terrorangriff auf Israel am 7. Oktober 2023 Zugriff hatte.

### Steuern, Abgaben, Aktien
Die Zakāt-Komitees könnten Pflichtabgaben von Muslimen an die Hamas weiterleiten; eine weitere Einnahmequellen dürften laut Yezid Sayigh Einnahmen durch Schmuggeltunnel sein. Letztere schätzte Sayigh für 2009 auf 150 bis 200 Millionen US-Dollar; der größte Teil sei direkt an die Qassambrigaden geflossen. Die Hamasregierung hatte 2010 ein Jahresbudget von geschätzt 320 bis 540 Millionen US-Dollar. Dennoch waren die Bewohner des Gazastreifens für die Versorgung mit Ressourcen wie Wasser und Benzin weiterhin abhängig von Israel, Ägypten, der UNRWA und weiteren Organisationen. Die PNA bezahlte seit 2007 weiter Gehälter für zehntausende Sicherheitskräfte im Gazastreifen.
Laut regelmäßigen Recherchen von Forbes hatte die Hamas 2014 einen Jahresumsatz von einer Milliarde US-Dollar und war damit die zweitreichste unter zehn Terrororganisationen der Welt. Mit einem Jahreseinkommen von rund 700 Millionen US-Dollar lag die Hamas 2017 an dritter Stelle. 2019 schätzten Israels Behörden den Jahresumsatz der Hamas durch Steuern und Schutzgelder im Gazastreifen auf fast 400 Millionen Euro. 2021 hatte die Hamas mehr als 500 Millionen US-Dollar Einnahmen, davon mindestens 100 von Iran, die direkt in den militärischen Flügel flossen.
Im Mai 2022 verhängten die USA Sanktionen gegen das Investmentbüro der Hamas und damit verbundene Firmen in Algerien (Sidar), Saudi-Arabien (Anda Company), Sudan (Agrogate Holding), der Türkei (Trend GYO) und den VAE (Itqan Real Estate JSC). Doch die Hamas besaß laut dem US-Finanzministerium und der New York Times weiterhin Wertpapiere im Ausland von mehr als 500 Millionen US-Dollar, mit deren Ertrag sie westliche Sanktionen umging.

### Spendensammelvereine
Von 1989 bis zu ihrem Verbot 2001 kanalisierte die in Texas ansässige Holy Land Foundation for Relief and Development Gelder zur Hamas. Als deren Unterstützervereine galten auch das Comité de Bienfaisance et de Secours aux Palestiniens (CBSP) in Frankreich, die Association de Secours Palestinien (ASP) in der Schweiz, der Palestine Relief and Development Fund (Interpal) in Großbritannien, die Palästinensische Vereinigung in Österreich (PVOE) und die Sanabil Association for Relief and Development im Libanon. 2003 sanktionierte die US-Regierung Transaktionen mit diesen Vereinen.
Die daraufhin gegründete Palästinensische Humanitäre Vereinigung Österreich (PHV) sammelte ebenfalls Spenden für die besetzten Gebiete; für 2006 insgesamt 784.470 Euro. Die CIA stufte die PHV als Nachfolgeverein der PVOE mit Kontakten zur Hamas ein. Der POEV-Gründer Adel Abdallah Doghman veranstaltete im März 2007 in Wien ein zweitägiges „Europäisches Palästinenser-Jugendlager“, an dem mehr als 100 Jugendliche aus ganz Europa teilnahmen.
Die Al Aqsa Foundation, Interpal und die 2001 gegründete Union of Good erzielten laut einem US-Bericht jährlich 15 bis 20 Millionen US-Dollar für die Hamas. Die Union of Good, eine Koalition angeblicher Wohlfahrtsvereine, unterstützte die Al-Aqsa-Intifada der Hamas mit einer „Kampagne der 101 Tage“ und bezahlte über den Verein Al-Tadhamun in Nablus auch Familien von Selbstmordattentätern. 2002 blockierte Israel die Aktivitäten der Union in den besetzten Gebieten, 2008 verbot es die Union und 35 damit verbundene Vereine. 2008 stufte auch das US-Finanzministerium die Union als Terrororganisation ein.
In Deutschland vertrat der 1981 gegründete „Islamische Bund Palästina“ (IBP) ab 1987 die Interessen und Propaganda der Hamas, etwa bei islamistischen Konferenzen in Europa. Er hatte 2002 etwa 200 Mitglieder. Der 1991 gegründete Verein al-Aqsa e. V. sammelte Spenden zur Unterstützung der Intifada. 2002 verbot das Bundesinnenministerium (BMI) den Verein und beschlagnahmte sein Vermögen von 300.000 Euro. 2004 bestätigte das Bundesverwaltungsgericht das Verbot, weil führende Hamasmitglieder im Vereinsvorstand saßen und dessen Spendeneinnahmen an Al-Aqsa-Vereine im Gazastreifen überwiesen hatten.
Der 2012 in Düsseldorf gegründete, in Nordrhein-Westfalen vom Verfassungsschutz beobachtete Verein Ansaar International war 2019 Gegenstand bundesweiter Razzien, weil er unter dem Verdacht stand, diverse Islamistenmilizen, darunter auch die Hamas, unterstützt zu haben. 2021 wurde Ansaar International von Bundesinnenminister Horst Seehofer verboten, weil ein Teil der gesammelten Spenden zur Unterstützung von Terrorgruppen wie der Hamas, der syrischen Nusra-Front und der somalischen Schabaab-Miliz genutzt werde.
In Deutschland unterstützten ferner die Palästinensische Gemeinschaft in Deutschland (PGD; offiziell im Juli 2023 aufgelöst), der Verein Die Barmherzigen Hände e. V. (im August 2023 aufgelöst), das Islamische Zentrum in Fürstenwalde/Spree und der PFLP-Ableger Samidoun (im November 2023 verboten) die Hamas mit Spendensammlungen, Terrorpropaganda und Vernetzung von Aktivisten. Das Palestinian Return Centre (PRC) in Großbritannien gilt als „Hauptquartier der Hamas“ in Europa.
Der frühere Direktor von World Vision in Gaza, Mohammed el-Halabi, soll von 2014 bis 2016 bis zu 45 Millionen US-Dollar Spenden statt an Hilfsprojekte an die Hamas geleitet haben, die damit das Tunnelsystem im Gazastreifen und Waffenkäufe bezahlt habe. Ein israelisches Gericht verurteilte ihn im Juni 2022 nach rund sechsjährigem Strafprozess dafür mit Bezug auf ein Erstgeständnis. Das Büro des Hohen Kommissars der UN für Menschenrechte (OHCHR) warf Israels Justiz vor, El-Halabi misshandelt und zu dem Geständnis gezwungen zu haben.

### Drogenhandel
Nach dem Vorbild der Hisbollah baute die Hamas Partnerschaften mit verschiedenen Drogenkartellen in Lateinamerika auf, besonders im Dreiländereck von Argentinien, Brasilien und Paraguay. Hamasmitglieder waren auch an einem Schmuggelring mit Pseudoephedrin in den USA beteiligt. Israels Behörden gründeten bei der erfolgreichen „Operation Harpoon“ von 2007 bis 2015 Scheinfirmen zur Geldwäsche, wo Hisbollah- und Hamasfunktionäre Gelder aus dem Drogenhandel anlegten. So verloren sie einen Teil ihrer Einnahmen. Zudem deckten Israels Drogenfahnder illegale Barzahlungen an die Hamas auf und vereitelten 2014 mit einer gezielten Aktion eine Bargeldübergabe an sie. Dies trug dazu bei, dass die Hamas den Gazakrieg 2014 nicht mehr bezahlen konnte und kurz darauf einen Waffenstillstand erbat.

### Katar
Nach einem deutschen Bericht überwies Katar von 2007 bis 2021 insgesamt 1,8 Milliarden US-Dollar an die Hamas. Ein ZDF-Bericht ewähnte Zahlungen von rund 400 Millionen US-Dollar aus Katar allein im Jahr 2012. Laut Israels früherem Justizminister Chaim Ramon gelangten von 2012 bis 2018 mindestens 500 Millionen US-Dollar aus Katar an die Hamas inklusive ihres militärischen Flügels. Benjamin Netanjahus Regierung duldete diese Investitionen jahrelang, weil sie sich davon eine Anhebung des Lebensstandards und folglich eine politische Mäßigung der Gazabewohner erhoffte.
Zugleich wollte Netanjahu so die Hamas als Gegengewicht zur PNA etablieren. Im März 2019 hatte er Abgeordneten seiner Likud-Fraktion gegenüber erklärt: „Wer auch immer die Gründung eines palästinensischen Staates verhindern möchte, muss unsere auf eine Stärkung der Hamas und auf Geldtransfers an die Hamas ausgerichtete Politik unterstützen.“ Folglich konnte Katar  Millionenbeträge über die Grenzstation Erez an die Hamas liefern. Laut der New York Times befürwortete Netanjahu Katars Finanzierung der Hamas noch im September 2023, um den außenpolitischen Druck zu verringern, mit den Palästinensern über eine Zweistaatenlösung verhandeln zu müssen. Katar finanziert auch den luxuriösen Lebensstil der politischen Führungselite der Hamas.

### Weitere Drittstaaten
Die Islamische Republik Iran unterstützt die Hamas, insbesondere seit dem Bürgerkrieg in Syrien, der 2011 dazu führte, dass wichtige Mitglieder der Hamas-Führungsriege Damaskus verlassen mussten.
In der Türkei unter Recep Tayyip Erdoğan finden viele NGO-Konferenzen „zur Unterstützung Palästinas“ statt, die laut WikiLeaks der Sammlung von Spenden für die Hamas dienen.

### Private Geldgeber
Seit westliche Staaten die Finanzierung der PNA 2006 einstellten und arabische Banken der Hamas wegen einer Boykottdrohung der USA kein Geld auszahlten, bemühte diese sich verstärkt um Bargeldspenden. Am 19. Mai 2006 versuchte der Hamas-Sprecher Sami Abu Zuhri bei seiner Rückkehr von einem Besuch in Katar fast 900.000 Euro in bar über den Grenzübergang Rafah in den Gazastreifen zu schmuggeln und wurde dabei gefasst.

## Internationale Einstufung
Historiker, Politologen und Juristen westlicher Staaten beschreiben die Hamas als Terrorvereinigung oder terroristische Organisation. Matthew Levitt, Professor am Washington Institute for Near East Policy und früherer Staatssekretär im US-Finanzministerium, widmete sein Werk Hamas (2008) dem Nachweis, dass diese von Anfang an den bewaffneten Dschihad gegen Israel anstrebte (Kapitel 1) und ihr sozialer und militärischer Flügel, ihre Wohltätigkeit nach innen und ihr Terror nach außen „symbiotisch“ untrennbar ineinander verwoben seien (Kapitel 2).
Folgende Staaten stufen die Hamas insgesamt als Terrororganisation ein: Israel (seit 1989), Australien (seit März 2022), Japan, Kanada, die Mitgliedstaaten der EU und die USA, letztere seit Oktober 1997. Paraguay stuft seit 2019 nur die Qassambrigaden als Terrororganisation ein. Großbritannien stufte von März 2001 bis Ende 2023 nur die Qassambrigaden so ein, seit April 2024 die gesamte Hamas: Die frühere Unterscheidung verschiedener Hamaszweige sei künstlich gewesen. Ende Februar 2024 erklärte Neuseelands Regierung die Hamas zur Terrororganisation und kündigte entsprechende Maßnahmen an. Die Schweiz verbot im Dezember 2024 die Hamas, deren Tarn- und Nachfolgegruppen sowie in ihrem Auftrag handelnde Organisationen und Gruppen, sie erließ dazu am 30. April 2025 ein zum 15. Mai 2025 in Kraft tretendes Gesetz zum Verbot der Hamas und verwandter Organisationen.
Die EU hatte die Hamas 2001 auf ihre Liste von Terrorvereinigungen gesetzt und Vermögen von Hamasvertretern eingefroren. Nach einem Urteil von 2014 musste die EU die Hamas wegen Verfahrensfehlern zeitweise von dieser Liste streichen. Im Juli 2017 erklärte der EuGH die Streichung für falsch und bestätigte 2021, dass die Hamas weiter auf der EU-Terrorliste stehen darf. Österreich folgte der EU-Einstufung der Hamas und verbot 2019 das öffentliche Tragen und Verbreiten von Hamas-Symbolen.
In Deutschland stufte das Bundesverwaltungsgericht die Hamas 2004 als terroristische Vereinigung ein. Das Bundesamt für Verfassungsschutz (BfV) zählt die Hamas seit Jahrzehnten zum terroristischen islamistischen Extremismus. Es zählte 2022 rund 450 Hamas-Anhänger in Deutschland und beobachtete ihre Aktivitäten, stellte aber keine eigene Terrorgewalt bei ihnen fest. Am 2. November 2023 verbot die Bundesregierung die Hamas und ihre Unterstützergruppe Samidoun, die das Hamas-Massaker vom 7. Oktober 2023 öffentlich gefeiert hatte, gemäß dem deutschen Vereinsgesetz.
Im November 2024 stellte das Bundesinnenministerium gegenüber den Innenministerien der Bundesländer klar, dass das Verbot von Hamaskennzeichen auch Abbildungen von Hamasführern und das auf einer Spitze stehende rote Dreieck umfasst. Dieses Symbol nutzt die Hamas laut dem Nahostwissenschaftler Tom Khaled Würdemann in ihren Propagandavideos, um ihre Feinde und Angriffsziele zu kennzeichnen. Hamasanhänger markieren damit besonders Einrichtungen und Personen, die sich für Israel und gegen Antisemitismus positionieren, für Betroffene eine klare Bedrohung. Im Mai 2025 tauchte ein mit diesem Symbol markiertes Portraitfoto des beim Attentat auf Mitarbeiter der israelischen Botschaft in Washington, D.C. ermordeten jüdischen US-Bürgers Yaron Lischinsky auf einem Plakat nahe der Berliner Humboldt-Universität auf, verbunden mit einer Morddrohung an alle Juden und Israelis. Der Berliner Staatsschutz ermittelte dazu.
In Ägypten verbot ein Gericht die Hamas im Februar 2015 als Terrororganisation. Doch im Juni 2016 entfernte Ägyptens Regierung die Hamas im Rahmen einer Annäherung wieder von ihrer Terrorliste.
Jordanien hatte 1994 nach seinem Friedensvertrag mit Israel von der Hamas das Beenden ihres Terrors verlangt, doch die Präsenz von Hamasführern im Land weiter geduldet. 1999 erklärte Jordanien die Hamas zur illegalen ausländischen Organisation, schloss ihre Büros im Land und deportierte fünf ihrer Führer nach Katar. 2011 nahm Jordaniens neuer Premierminister den Beschluss von 1999 zurück und lud Hamasführer Maschal zu einem Staatsbesuch ein. Im Januar 2012 empfing Jordaniens König Maschal und rehabilitierte ihn damit.
Brasilien, Iran, Katar, Norwegen, Russland, Türkei und die Volksrepublik China stufen die Hamas nicht als Terrororganisation ein, ebenso wenig die 57 Mitgliedsstaaten der Organisation für Islamische Zusammenarbeit. Diese bestand 2002 bei der UN-Diskussion über die völkerrechtliche Terrorismusdefinition darauf, Terrorakte der Hamas und anderer palästinensischer Gruppen als militanten Widerstand gegen eine Besatzungsmacht von der Definition auszunehmen.
Am 25. Oktober 2023 brachten die USA einen Resolutionsentwurf in den UN-Sicherheitsrat ein, die Hamas wegen ihrer Terrorangriffe auf Israel weltweit zu verurteilen. Dagegen beschloss die Generalversammlung der Vereinten Nationen am 28. Oktober 2023 mit großer Mehrheit eine Resolution, die einen sofortigen Waffenstillstand forderte, ohne die Hamas und ihr Massaker zu erwähnen. Die Hamas feierte den Beschluss. Die USA verhinderten eine analoge Resolution des UN-Sicherheitsrats am 9. Dezember 2023 durch ihr Veto.